# 訃報 2024年8月
訃報 2024年8月（ふほう 2024ねん8がつ）では、2024年8月に物故した、又は物故の報道若しくは告知がされた人物についてまとめる。

## 1日 - 15日

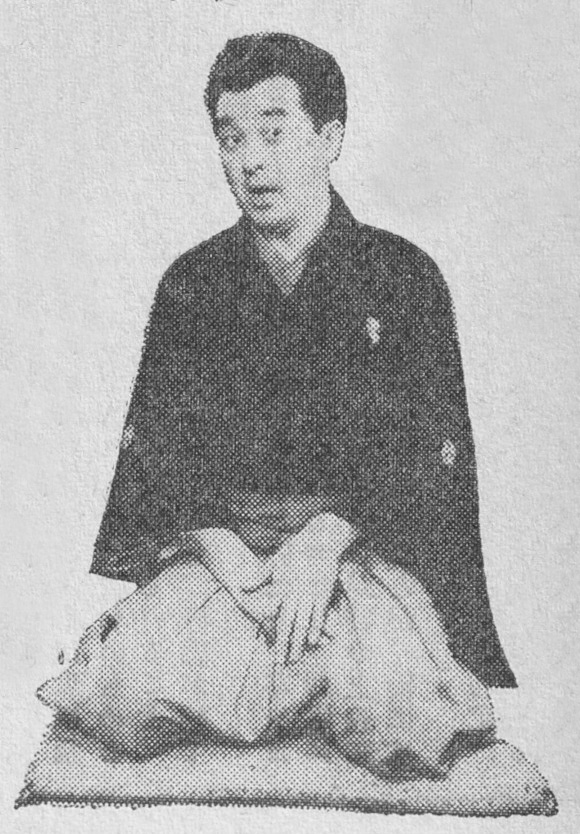
四代目桂米丸／8月1日没

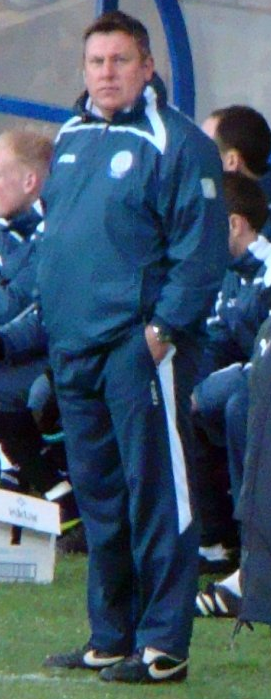
クレイグ・シェイクスピア／8月1日没

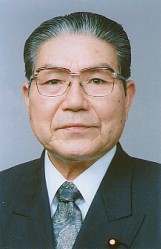
熊谷市雄／8月2日没

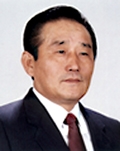
金栄洙／8月2日没

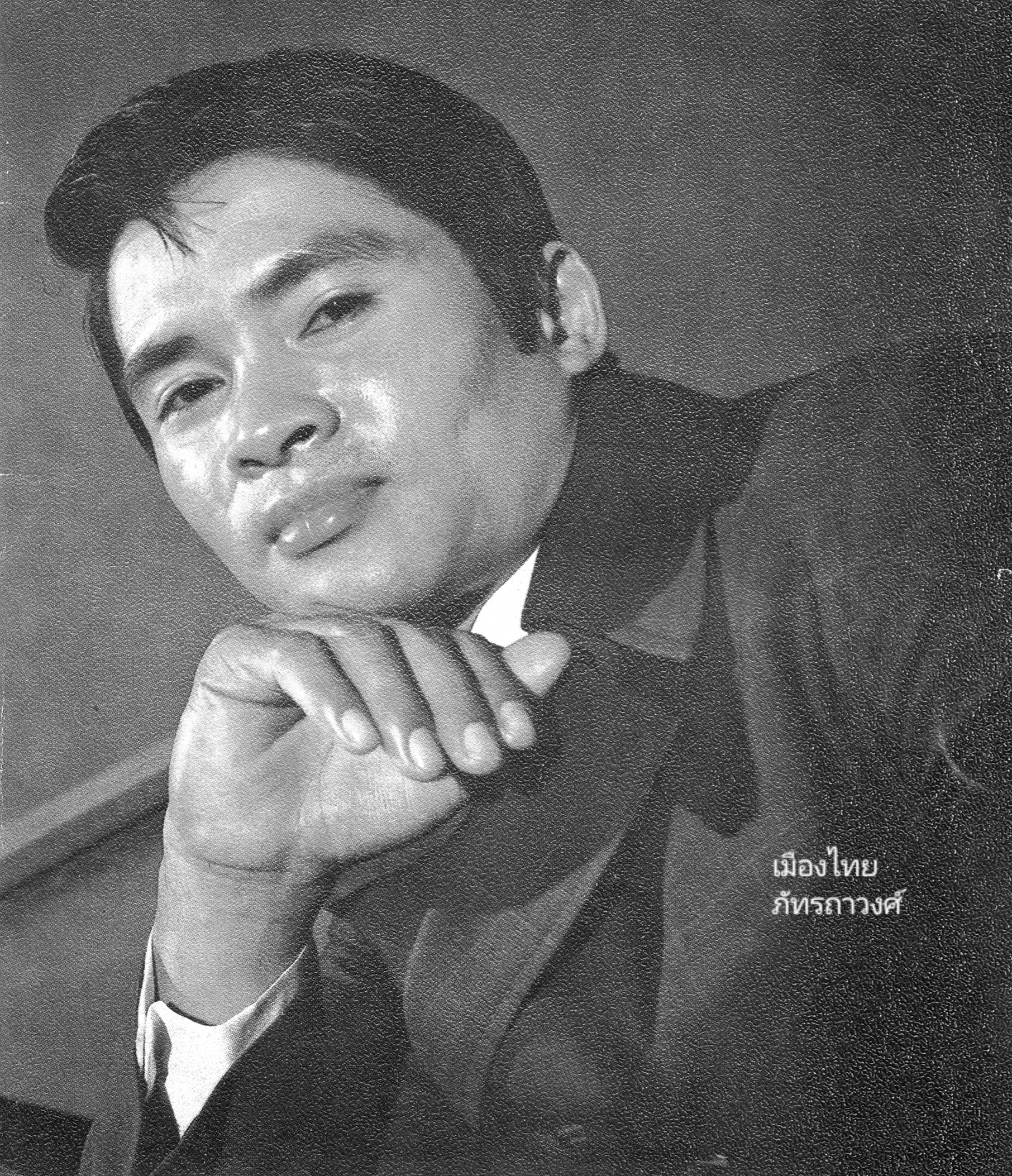
プラーン・プロムデーン／8月3日没（訃報発表日）

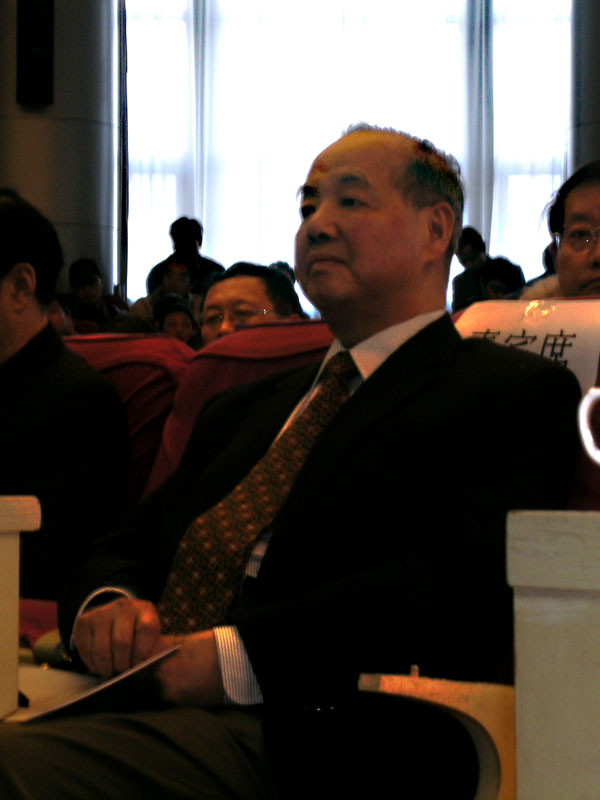
李政道／8月4日没

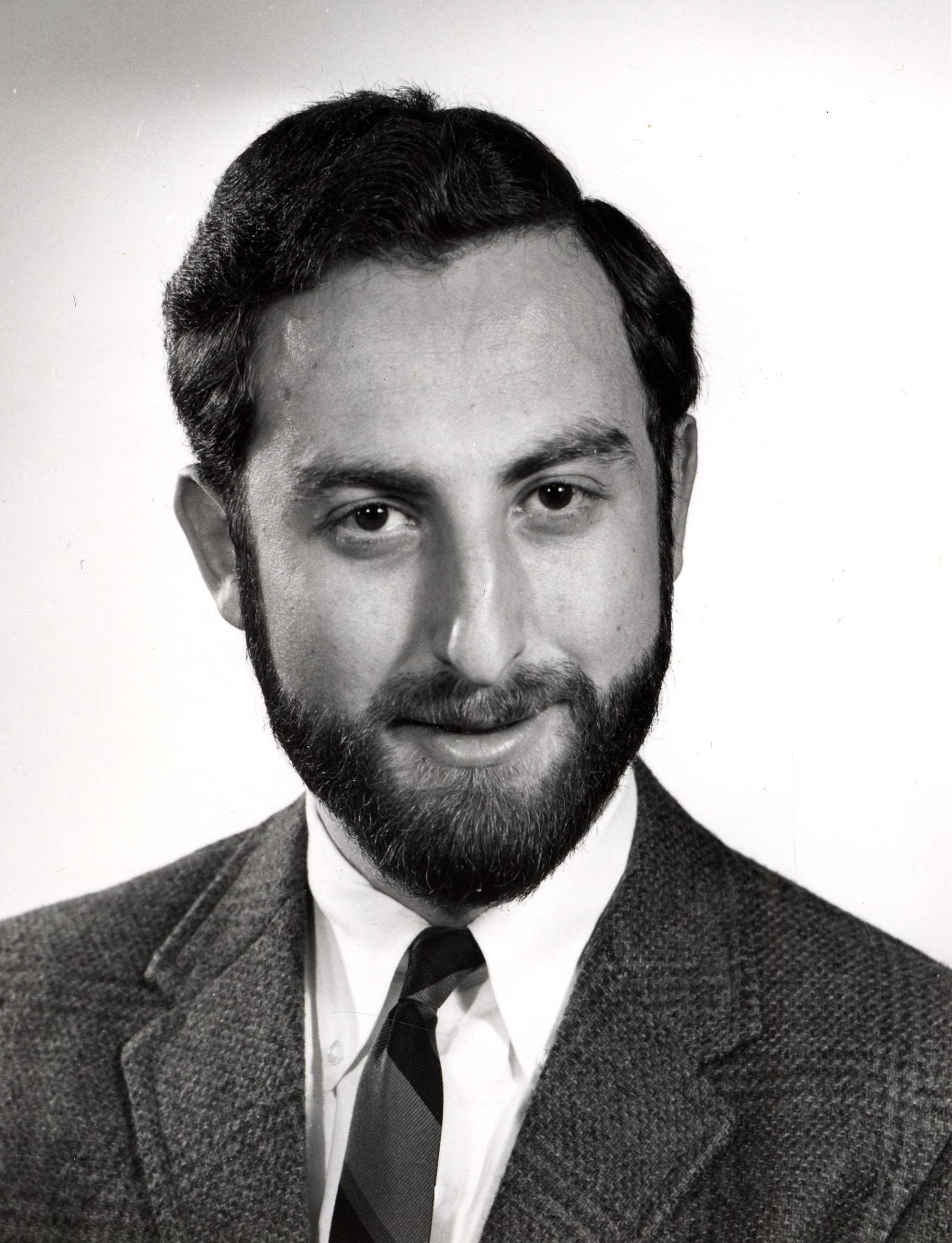
アルヴィン・ゴールドマン／8月4日没

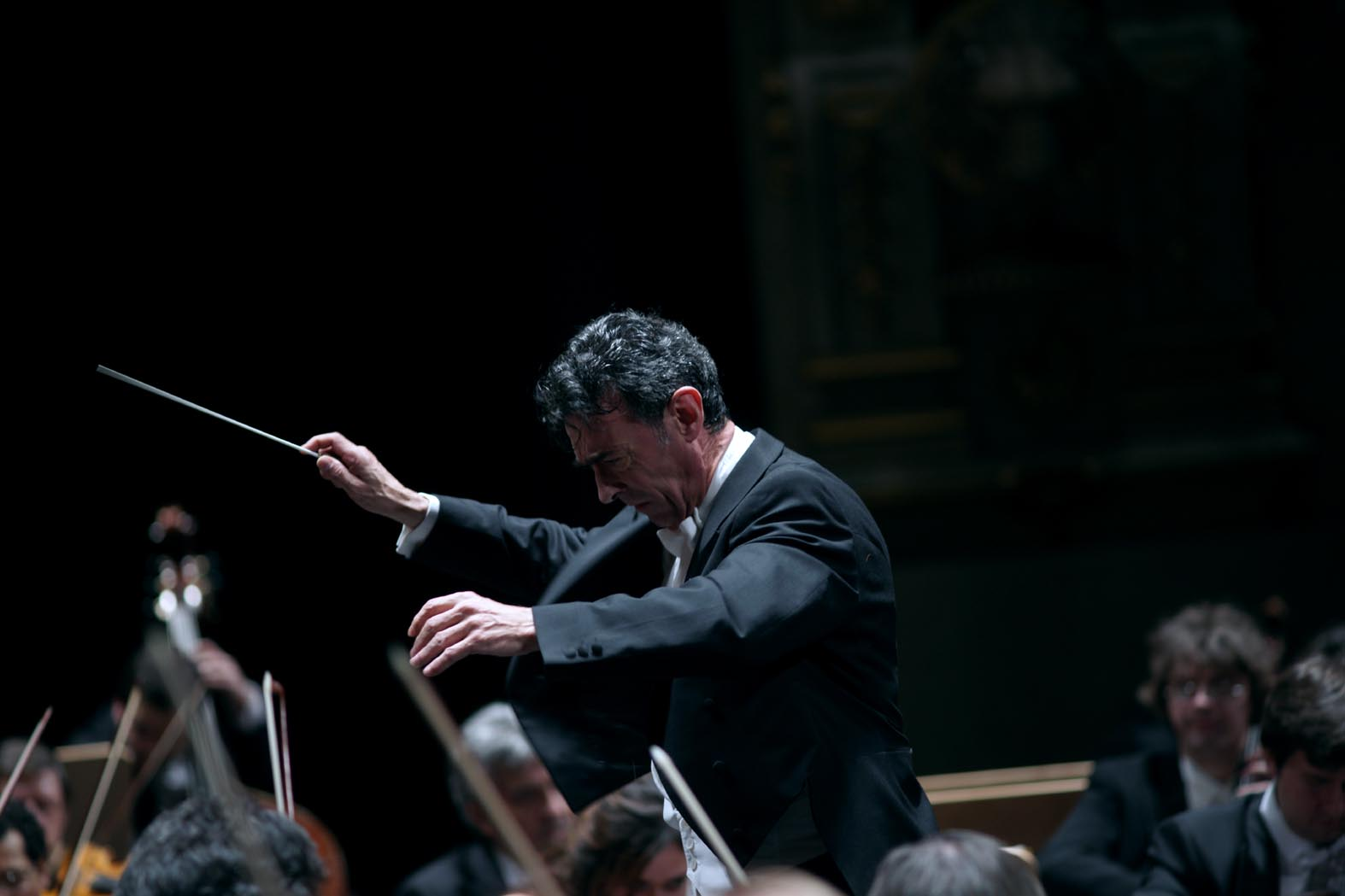
ミゲル・アンヘル・ゴメス・マルティネス／8月4日没

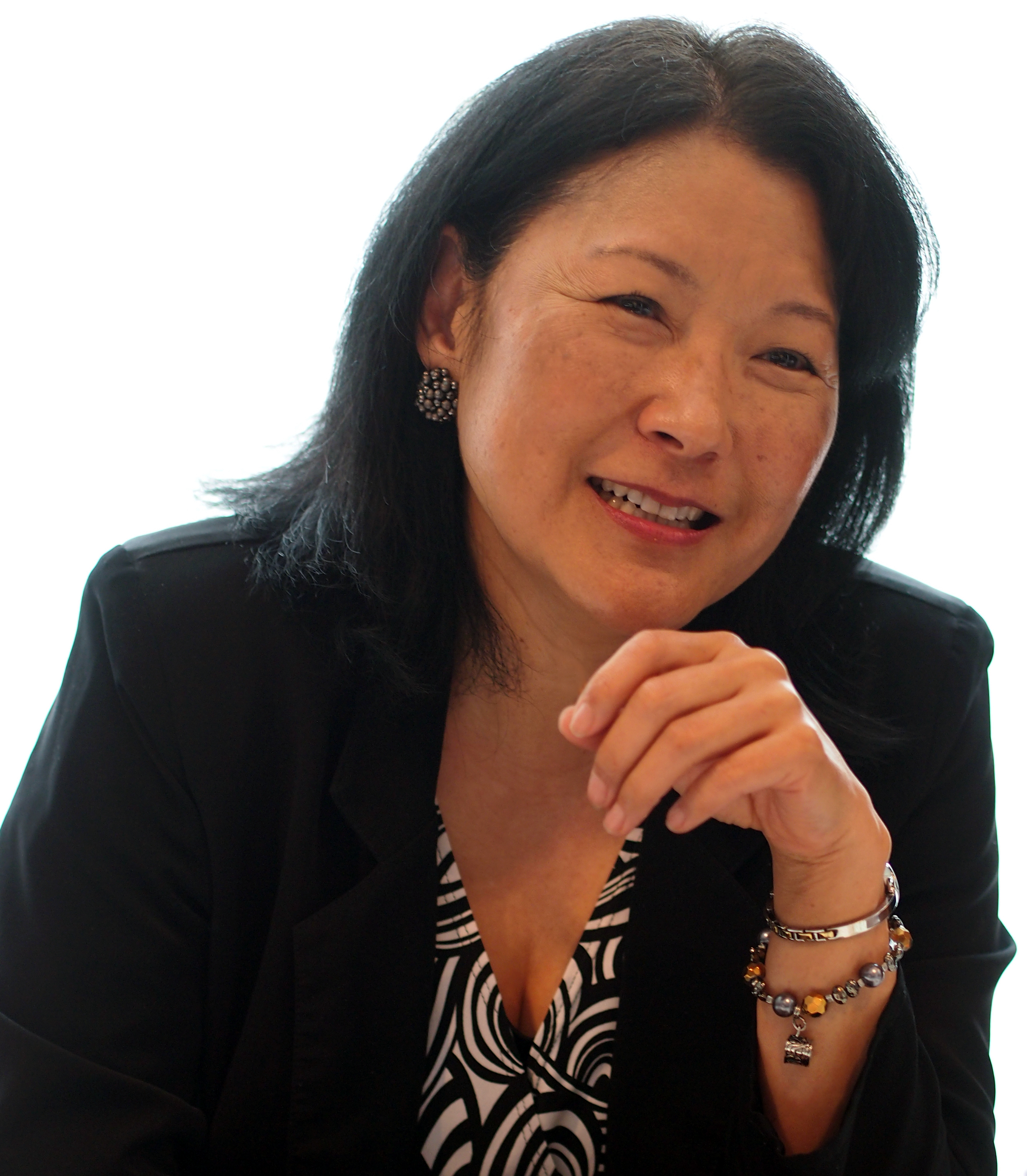
パティ・ヤスタケ／8月5日没

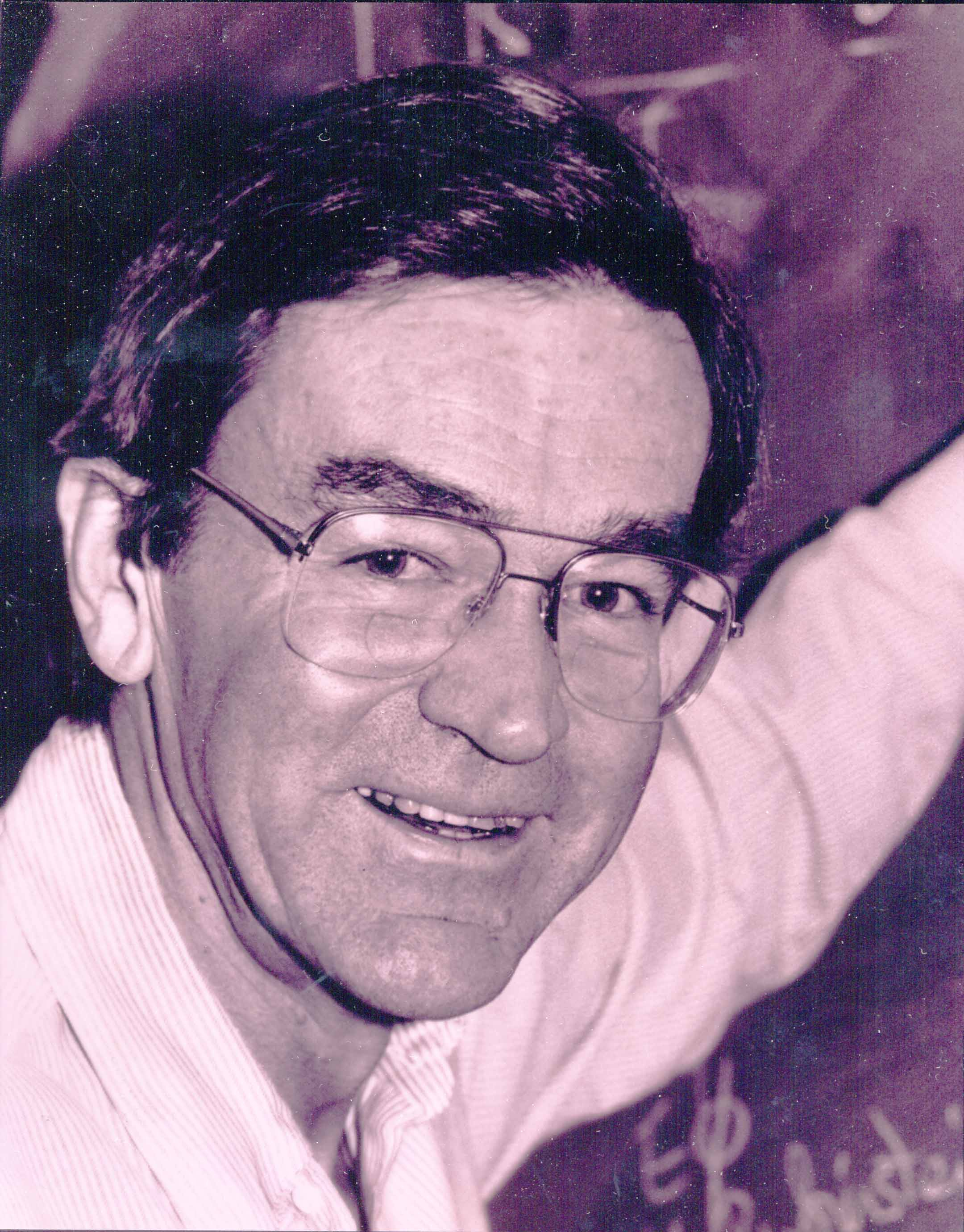
ジェームズ・ビョルケン／8月6日没

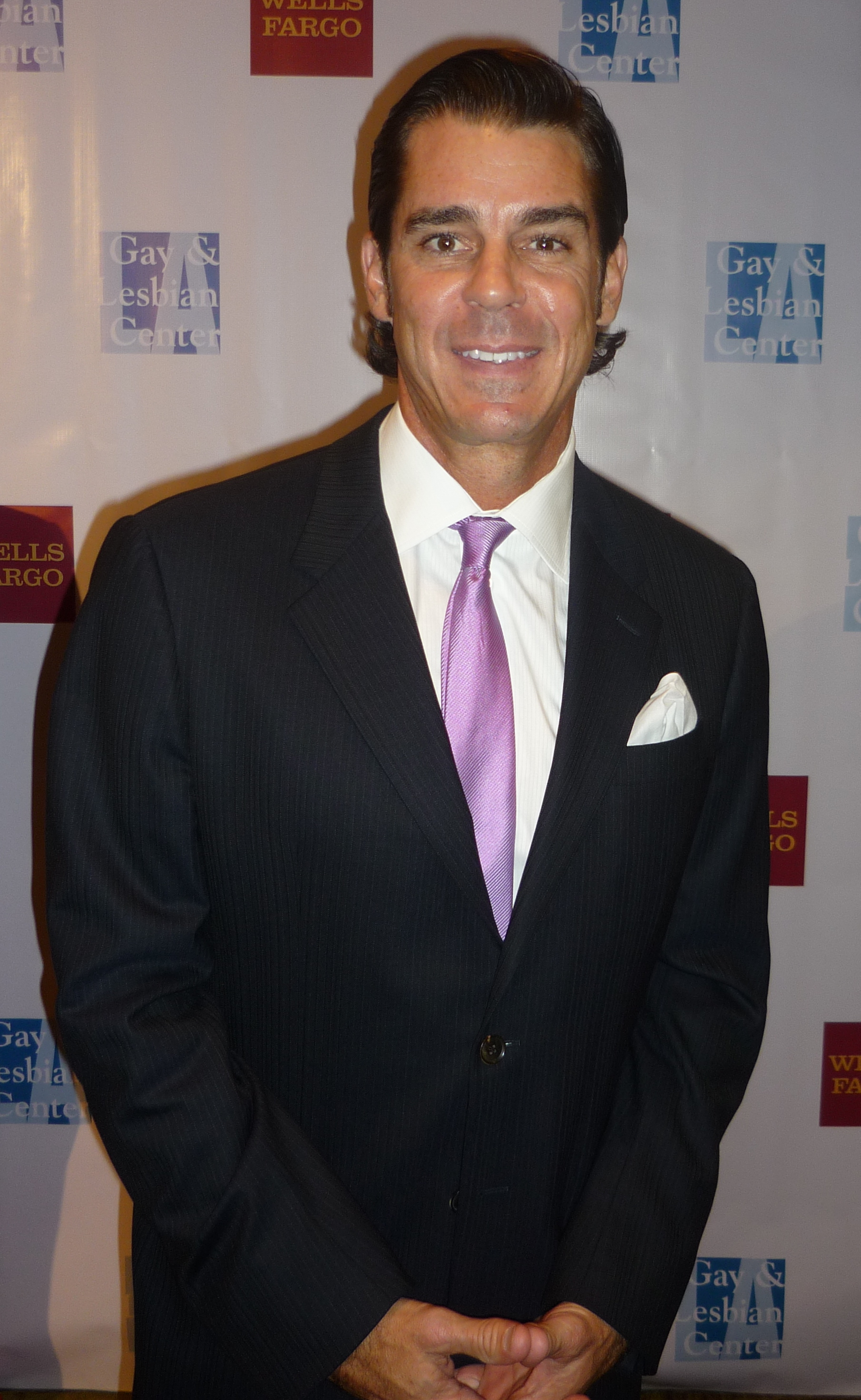
ビリー・ビーン／8月6日没

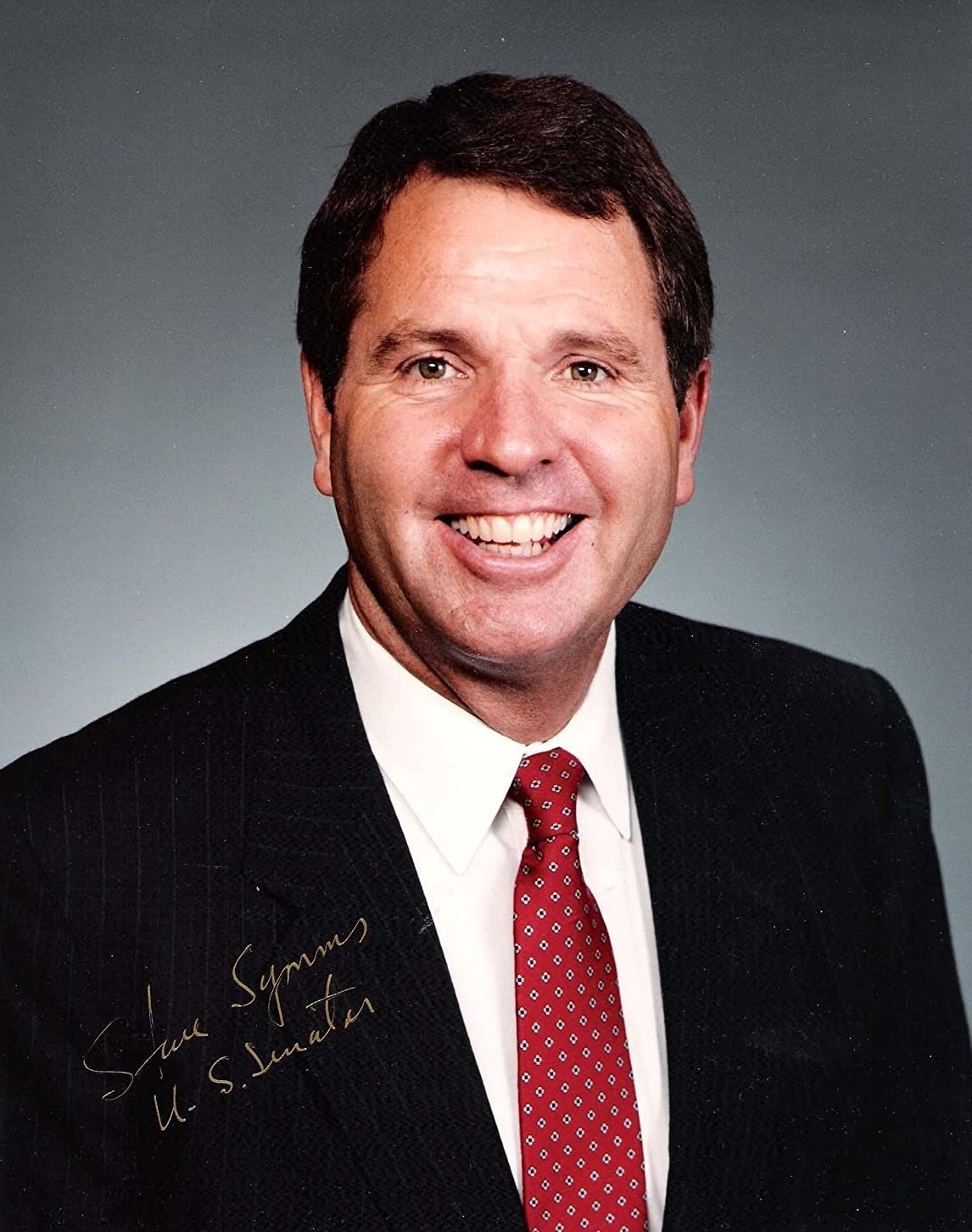
スティーヴ・シムズ／8月8日没

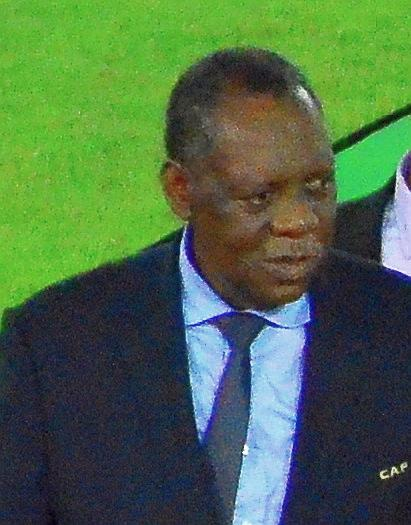
イッサ・ハヤトウ／8月8日没

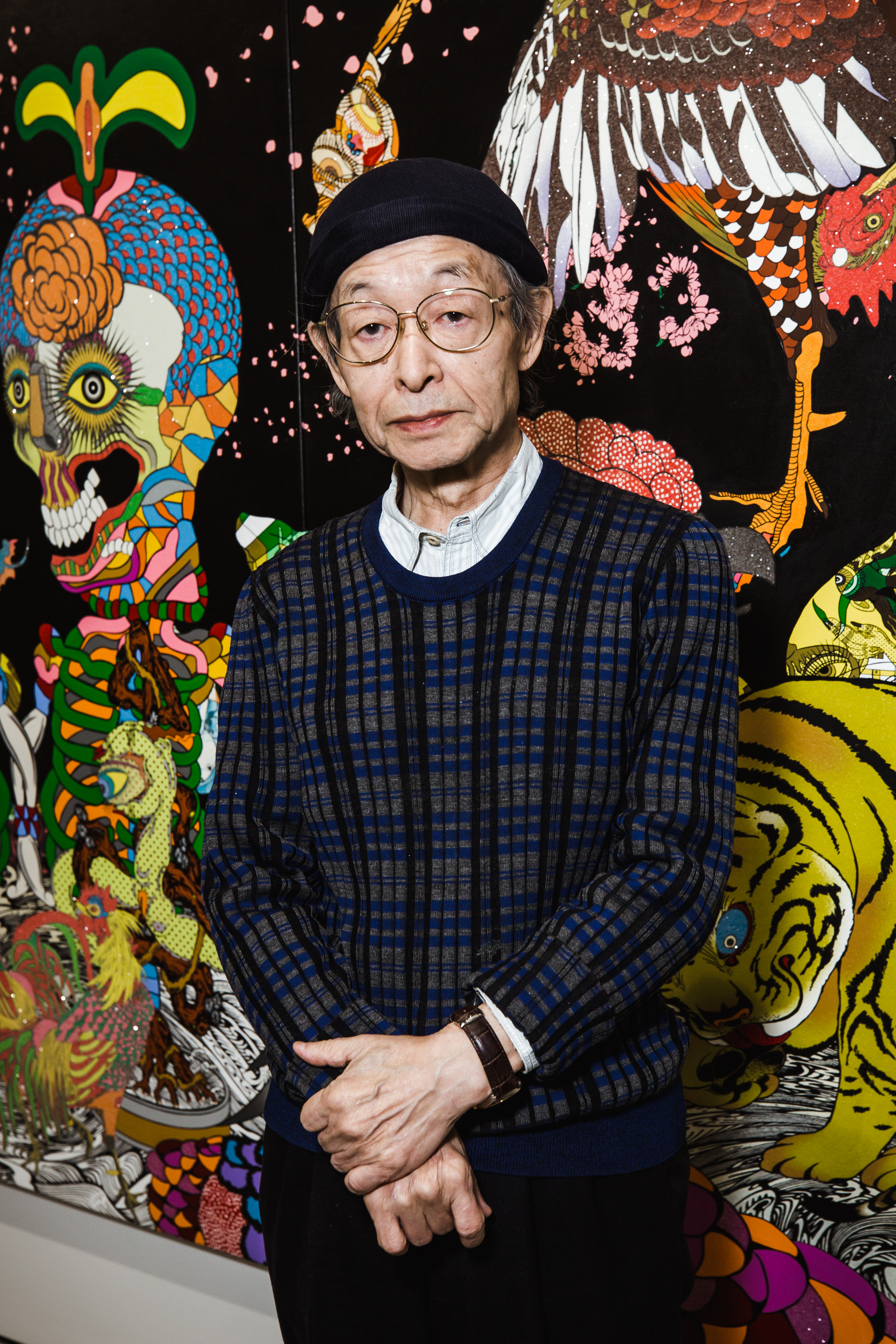
田名網敬一／8月9日没

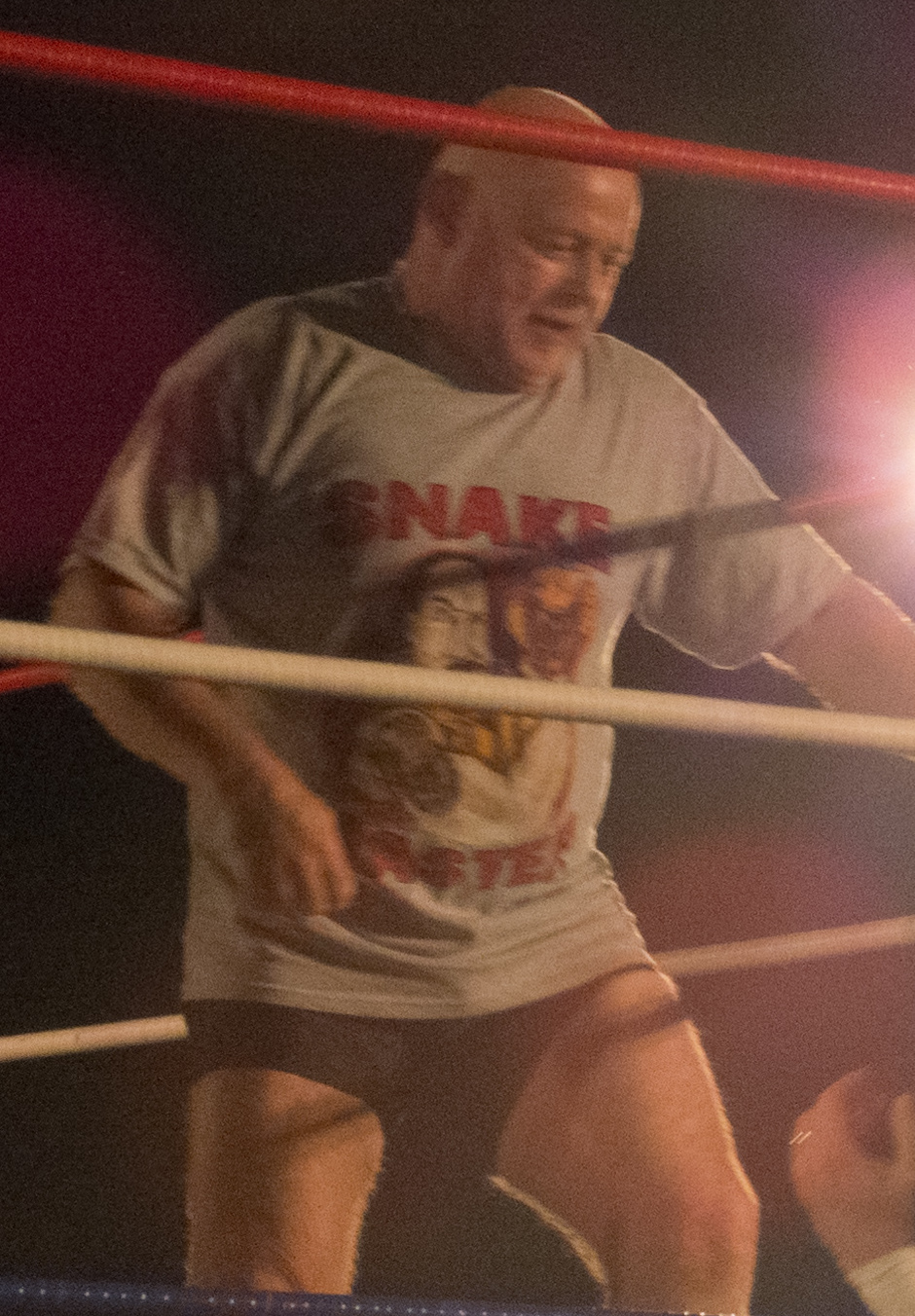
ケビン・サリバン／8月9日没

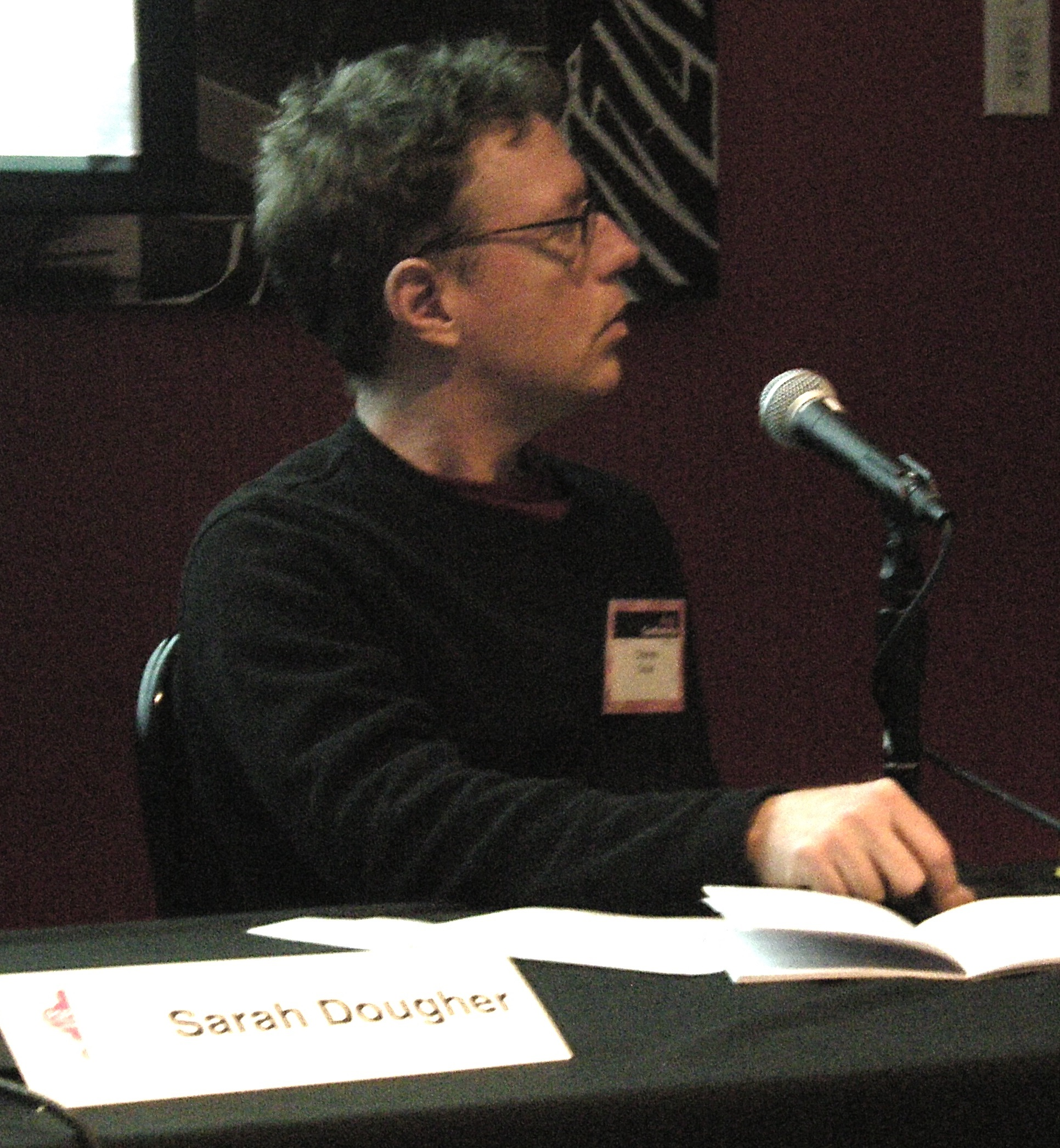
チャールズ・R・クロス／8月9日没

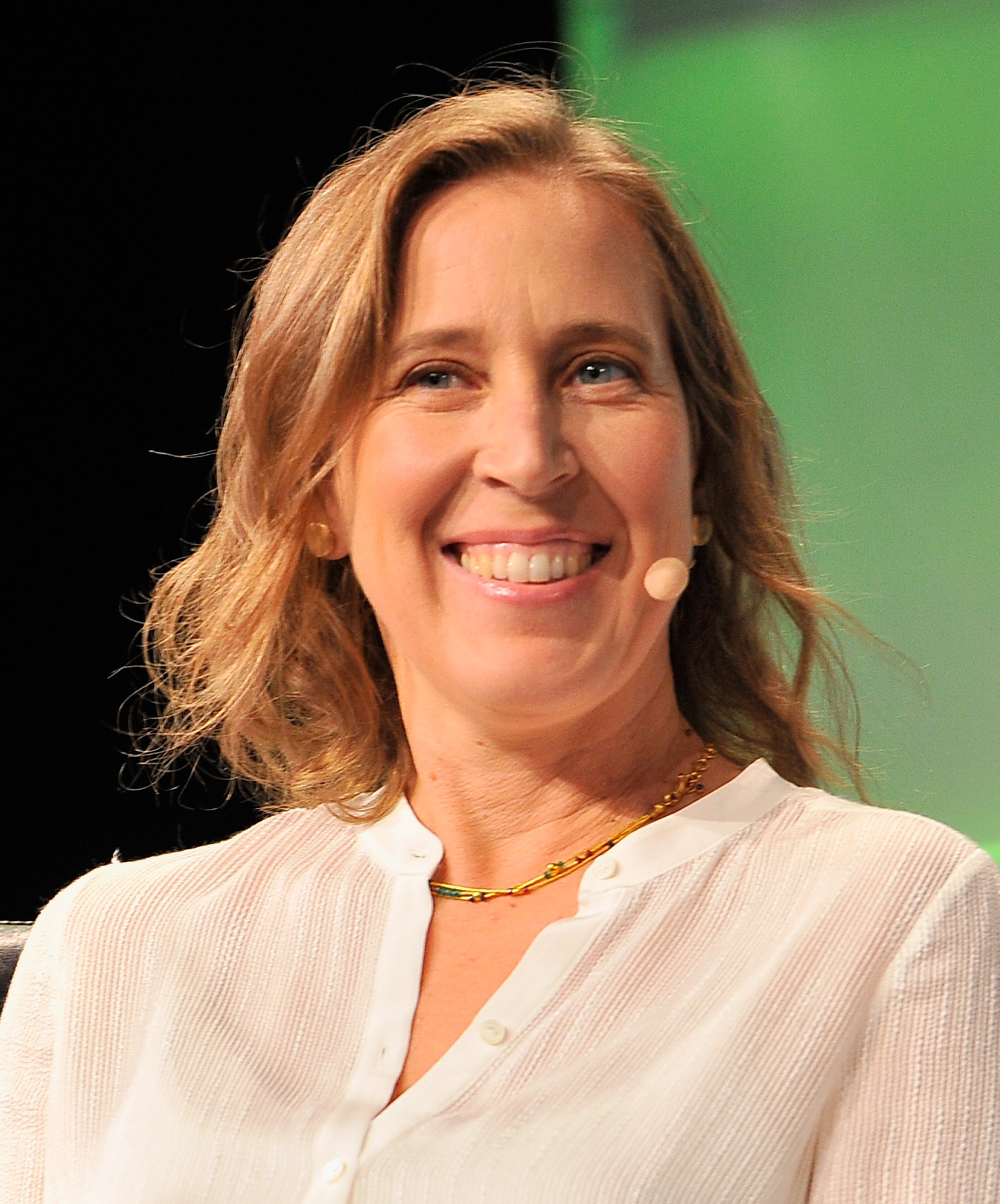
スーザン・ウチツキ／8月9日没

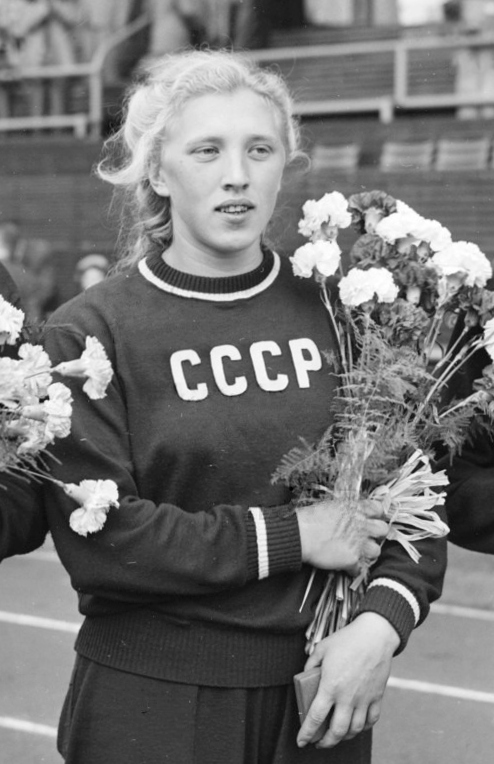
ガリナ・ジビナ／8月10日没

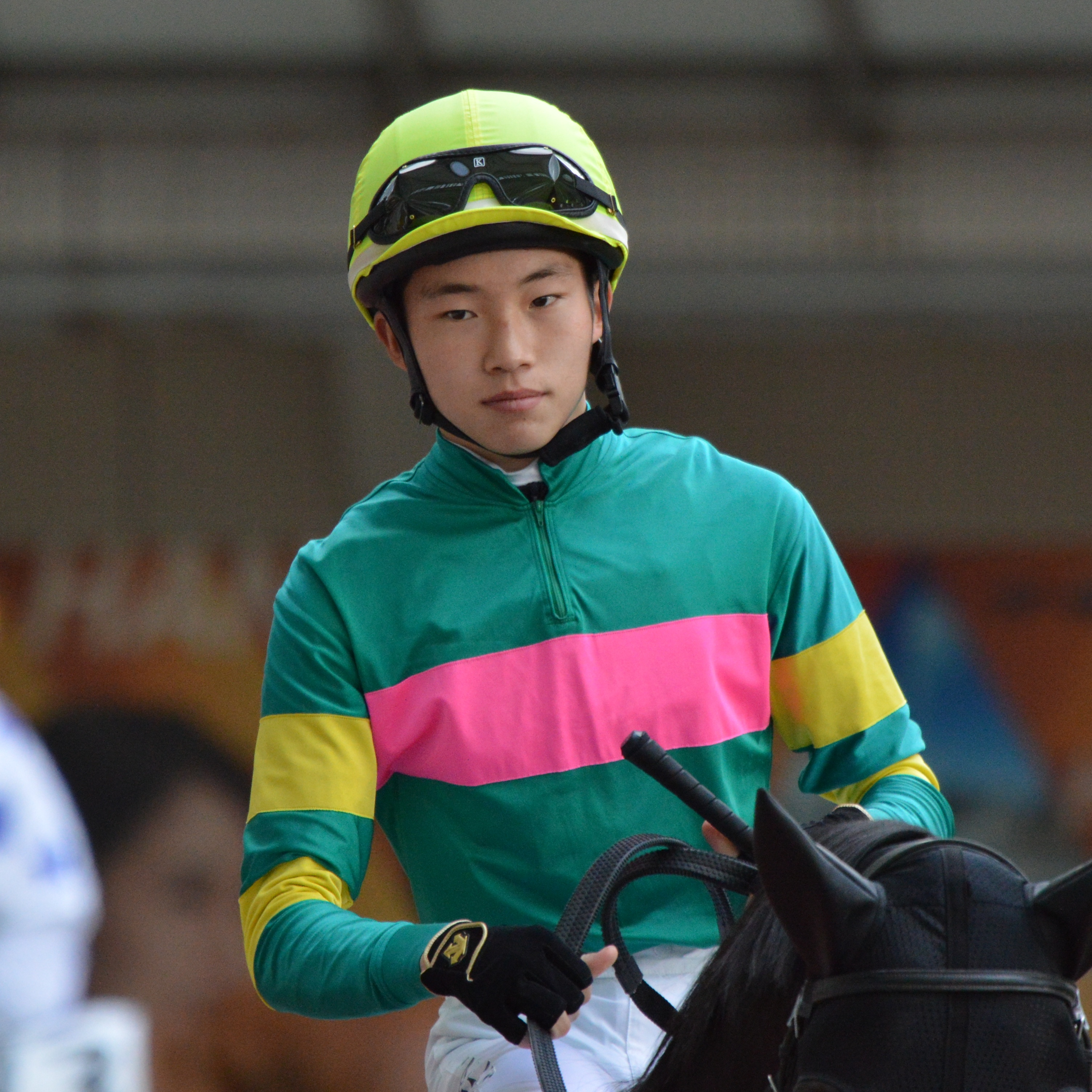
角田大河／8月10日没（訃報発表日）

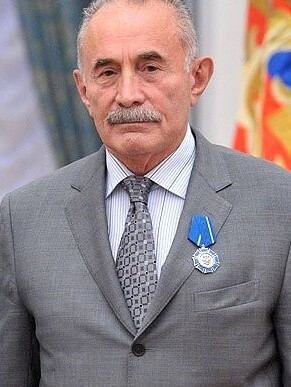
アスランベク・アスラハノフ／8月11日没（訃報発表日）

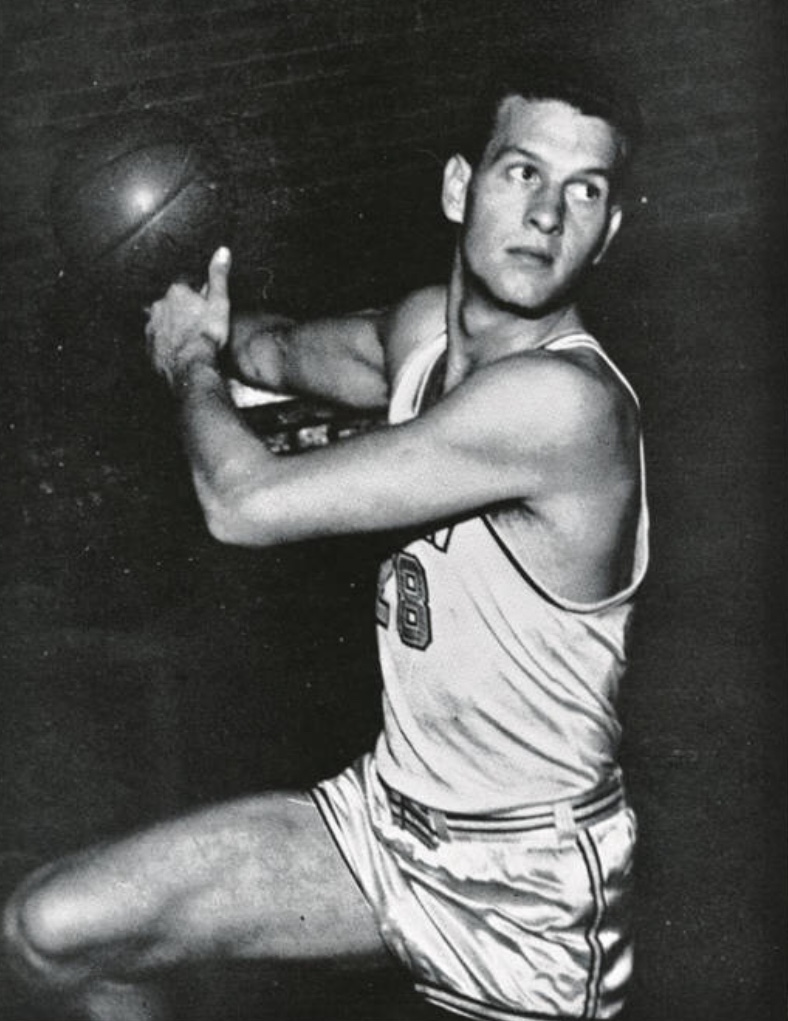
フランク・セルヴィ／8月13日没

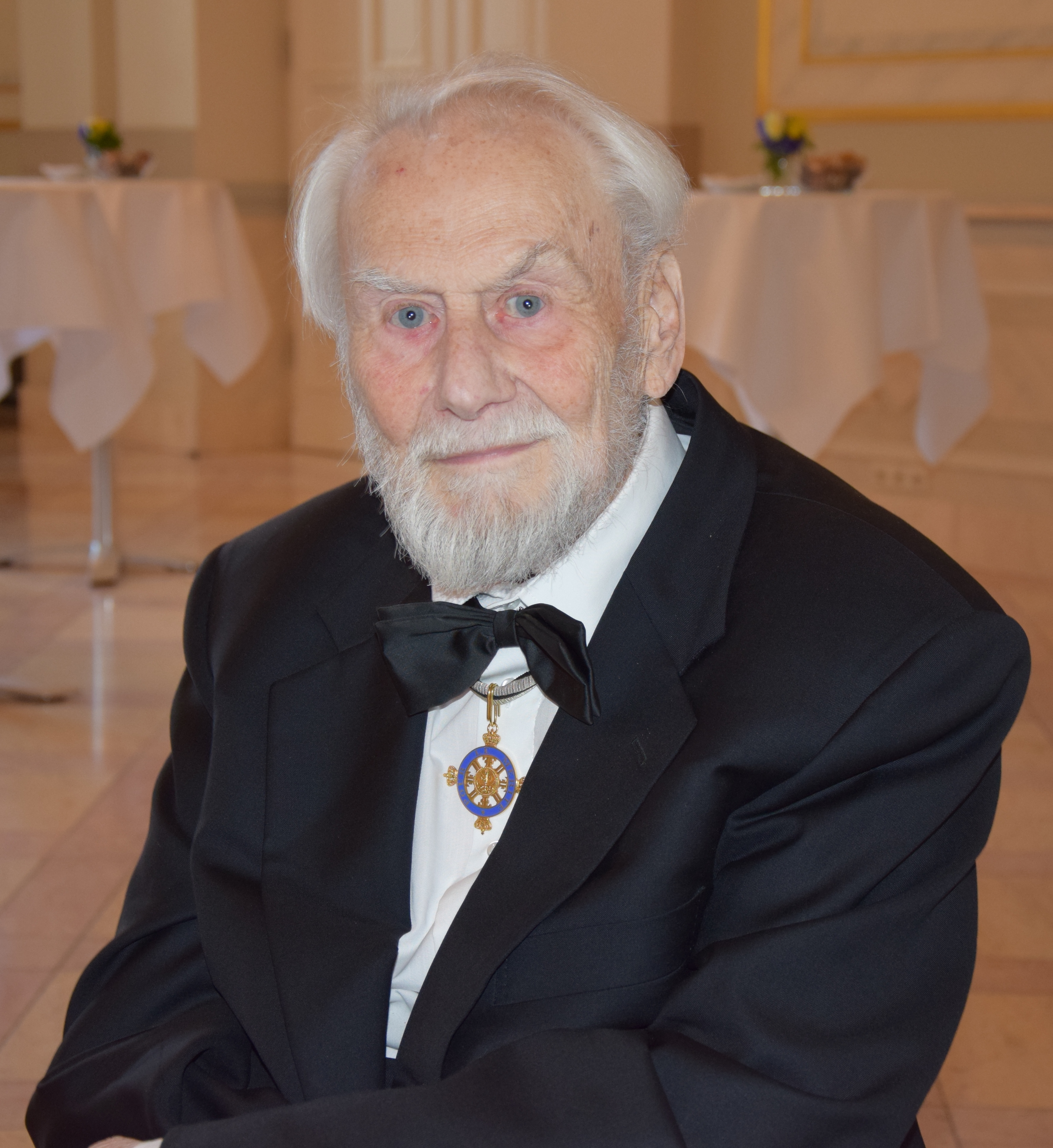
ヘルマン・ハーケン／8月14日没

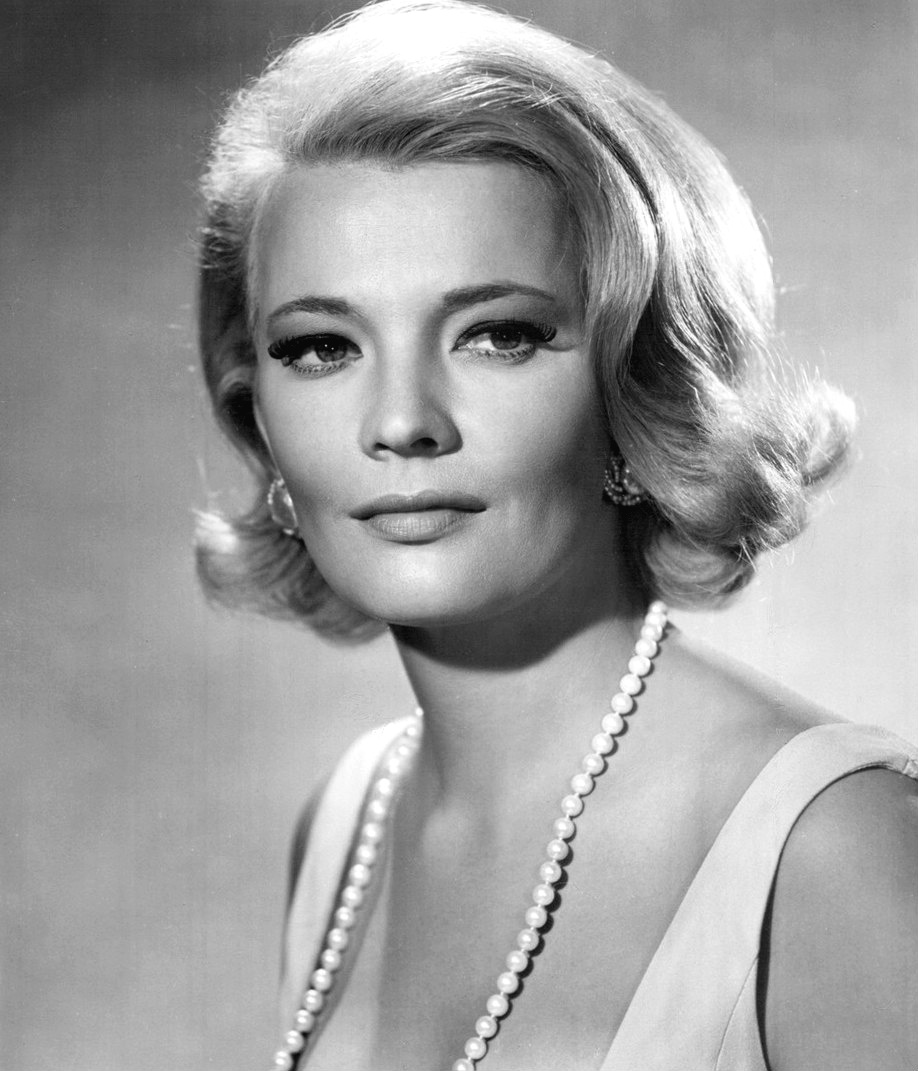
ジーナ・ローランズ／8月14日没

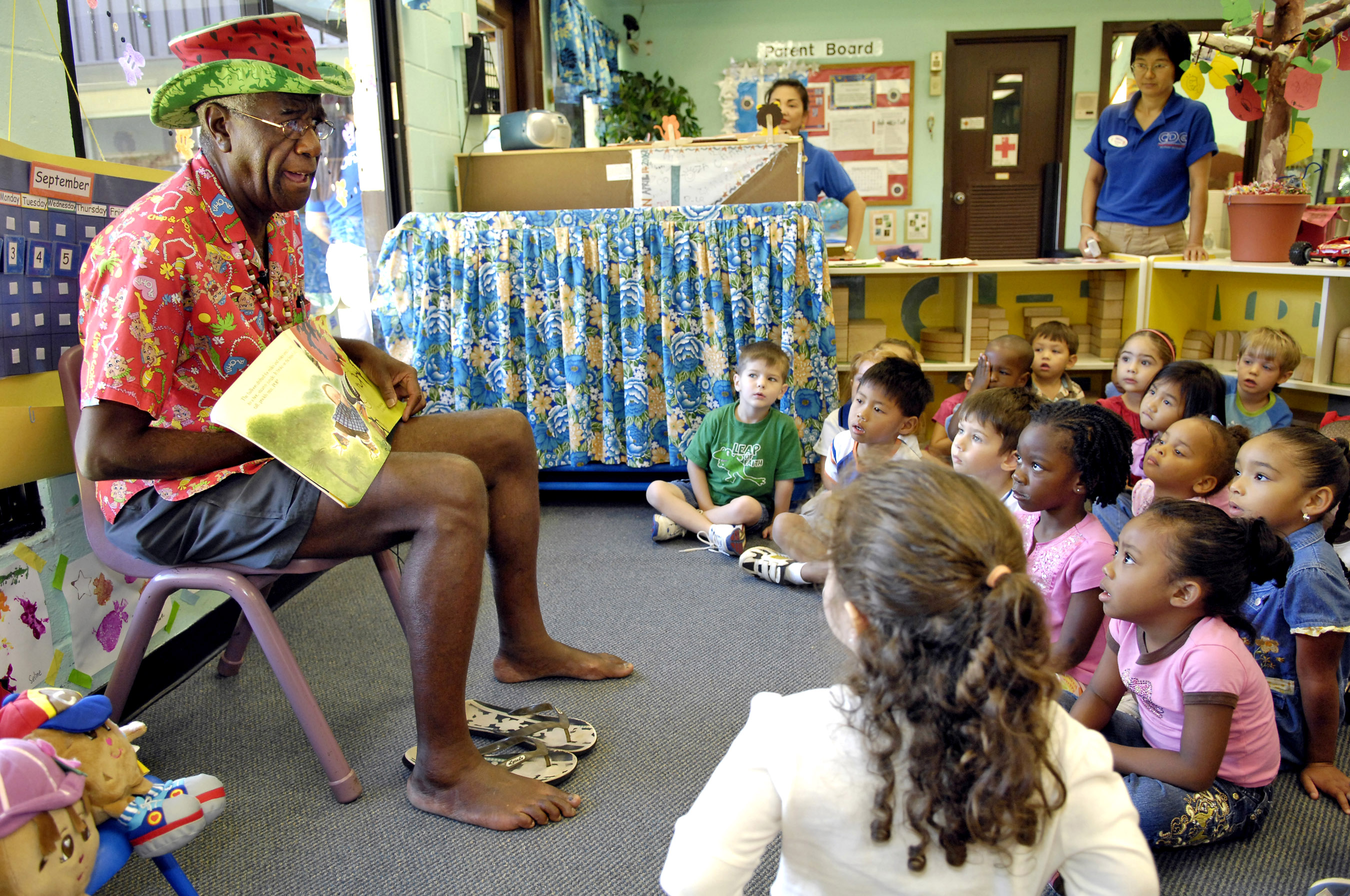
ウォーリー・エイモス／8月14日没

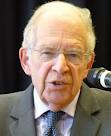
ルイ・メルマズ／8月15日没（訃報発表日）

- 8月1日 - 四代目桂米丸、日本の落語家、元落語芸術協会会長（* 1925年）[1]
- 8月1日 - レオナード・ヘイフリック、アメリカ合衆国の細胞生物学者、微生物学者、解剖学者（* 1928年）[2]
- 8月1日 - ユルゲン・アーレント（英語版、ドイツ語版）、ドイツのオルガン職人（* 1930年）[3]
- 8月1日 - マリア・エウヘニア・リオス（スペイン語版）、メキシコの女優（* 1935年）[4]
- 8月1日 - ライナー・ブラント（英語版、ドイツ語版）、ドイツの俳優、声優、作家（* 1936年）[5]
- 8月1日 - ペーター・クラウス（英語版、ドイツ語版）、ドイツの元フィールドホッケー選手、元同国代表（英語版）、1972年オリンピック金メダリスト（* 1941年）[6]
- 8月1日 - 趙春済（朝鮮語版）、大韓民国のアナウンサー【ソウル中央放送局・韓国放送公社所属】、スポーツキャスター（* 1942年）[7]
- 8月1日（訃報発表日） - ベルトラン・フルカード（英語版、フランス語版）、フランスの元ラグビーユニオン選手、指導者（* 1942年）[8]
- 8月1日 - トミー・キャシディ（英語版）、イギリスの元プロサッカー選手、指導者、元北アイルランド代表（* 1950年）[9]
- 8月1日 - 村上英三、日本の実業家、元川崎汽船社長（* 1953年）[10]
- 8月1日 - 萩原能久、日本の政治哲学者、慶應義塾大学名誉教授（* 1956年）[11]
- 8月1日 - 尹五男（朝鮮語版）、大韓民国のテコンドー指導者、国技院理事、元大韓民国テコンドー協会（朝鮮語版）副会長、朝鮮大学校教授（* 1960年）[12]
- 8月1日 - クレイグ・シェイクスピア、イギリスの元プロサッカー選手、指導者（* 1963年）[13]
- 8月1日（訃報発表日） - ドミトリー・フィリモノフ（英語版、ロシア語版）、ソビエト連邦、ロシアの元プロアイスホッケー選手、元ソビエト連邦代表（英語版）（* 1971年）[14]
- 8月1日 - ダニエル・ワンシ（英語版、フランス語版）、カメルーンの元プロサッカー選手、元同国U-23代表（* 1982年）[15]
- 8月2日 - 熊谷市雄、日本の政治家、元衆議院議員【自由民主党所属】（* 1928年）[16]
- 8月2日 - 金栄洙、大韓民国のジャーナリスト、政治家、元国会議員、元韓国記者協会（朝鮮語版）会長、元文化放送社長（* 1935年）[17]
- 8月2日 - 耿雲志（中国語版）、中華人民共和国の歴史学者、中国社会科学院学部委員、元中国社会科学院近代史研究所副所長（* 1938年）[18]
- 8月2日 - セルジョ・コドニャト（英語版、イタリア語版）、イタリアの元プロサッカー選手、指導者（* 1944年）[19]
- 8月2日 - 太廊（工作太朗）、日本のお笑いタレント、ラジオパーソナリティ（* 1986年）[20]
- 8月3日 - 阿部正吉、日本の放送作家、脚本家（* 1933年）[21]
- 8月3日（訃報発表日） - プラーン・プロムデーン、タイの歌手（* 1939年）[22]
- 8月3日 - ヤミニ・クリシュナムルティ（英語版、テルグ語版）、インドのバラタナティヤム・クチプディ（英語版）の舞踊家（* 1940年）[23]
- 8月3日 - 獅山向洋、日本の弁護士、政治家、元滋賀県彦根市長（* 1940年）[24]
- 8月3日 - 甲斐遊糸、日本の俳人（* 1941年）[25]
- 8月3日 - テオフィロ・セラーノ（英語版、スペイン語版）、スペインの政治家、元行政担当国務長官、元上院議員、元マドリード州議会議員、元レンフェ社長、元マドリード社会労働党書記長（* 1950年）[26]
- 8月3日 - ジム・アンバーガー（英語版）、アメリカ合衆国の元プロ野球選手（* 1953年）[27]
- 8月3日（訃報発表日） - カリン・ステパニャン（英語版、ロシア語版）、ソビエト連邦、ロシアの元プロサッカー選手、指導者（* 1955年）[28]
- 8月3日 - アントニオ・メネセス、ブラジルのチェリスト（* 1957年）[29]
- 8月3日 - 大崎善生、日本の作家（* 1957年）[30]
- 8月3日 - ムスタファ・ムーサー（英語版、アラビア語版）、アルジェリアの元ボクサー、1984年オリンピック銅メダリスト（* 1962年）[31]
- 8月4日 - 横地千仭、日本の解剖学者、神奈川歯科大学名誉教授（* 1918年）[32]
- 8月4日 - 李政道、中華民国出身のアメリカ合衆国の物理学者、元コロンビア大学・プリンストン高等研究所教授、1957年ノーベル物理学賞受賞者（* 1926年）[33]
- 8月4日 - 内藤克彦、日本のドイツ文学者、南山大学名誉教授（* 1928年）[34]
- 8月4日 - 宅和本司、日本の元プロ野球選手【南海ホークス・近鉄バファローズ所属】、野球解説者（* 1935年）[35]
- 8月4日 - アルヴィン・ゴールドマン、アメリカ合衆国の哲学者、ラトガース大学名誉教授、元ミシガン大学・イリノイ大学シカゴ校・アリゾナ大学教授（* 1938年）[36]
- 8月4日 - チャールズ・サイファーズ（英語版）、アメリカ合衆国の俳優（* 1939年）[37]
- 8月4日 - フアン・ラモン・マルティネス（英語版、スペイン語版）、エルサルバドルの元プロサッカー選手、元同国代表（* 1948年）[38]
- 8月4日 - ミゲル・アンヘル・ゴメス・マルティネス、スペインの指揮者、作曲家（* 1949年）[39]
- 8月4日 - エマノイル・サヴィン（英語版、ルーマニア語版）、ルーマニアの政治家、元元老院議員、ブシュテニ（英語版）市長当選者（* 1958年）[40]
- 8月4日 - 久我新悟、日本の歌手、「LIPHLICH」のメンバー（* 1984年）[41]
- 8月5日 - 金城ミツ子、日本出身のアメリカ合衆国のレストラン経営者、スパムむすびの考案者の1人（* 1931年）[42]
- 8月5日 - 歌川令三、日本のジャーナリスト、元毎日新聞東京本社経済部長・取締役編集局長（* 1934年）[43]
- 8月5日 - 李春亭（中国語版）、中華人民共和国の政治家、元中国共産党中央委員会委員、元全国人民代表大会常務委員会委員、元中国共産党山東省委員会副書記、元山東省省長（* 1936年）[44]
- 8月5日 - 南佳策、日本の政治家、元奈良県天理市長（* 1937年）[45]
- 8月5日（訃報発表日） - ヴャチェスラフ・イワノフ（英語版、ロシア語版）、ソビエト連邦の元ローイング競技選手、1956年・1960年・1964年オリンピック金メダリスト（* 1938年）[46]
- 8月5日 - ジョン・アプリア（英語版）、アメリカ合衆国の俳優（* 1941年）[47]
- 8月5日 - ユーリ・スコボフ（英語版、ロシア語版）、ソビエト連邦、ロシアの元クロスカントリースキーヤー、1972年冬季オリンピック金メダリスト（* 1949年）[48]
- 8月5日（訃報発表日） - ジェレミー・ストロング（英語版）、イギリスの児童文学作家（* 1949年）[49]
- 8月5日 - ウィルソン・ボルハ（英語版、スペイン語版）、コロンビアの労働運動家、人権活動家、政治家、元下院（英語版）議員（* 1952年）[50]
- 8月5日 - パティ・ヤスタケ、アメリカ合衆国の女優（* 1953年）[51]
- 8月5日 - アディーリョ（英語版、ポルトガル語版）、ブラジルの元プロサッカー選手、元同国代表（* 1956年）[52]
- 8月6日 - ドリス・ブロアム（英語版、中国語版）、アメリカ合衆国出身の中華民国（台湾）の英語教育者、宣教師（* 1926年）[53]
- 8月6日 - ジェイ・カンター（英語版）、アメリカ合衆国の映画プロデューサー、タレント・エージェント（* 1926年）[54]
- 8月6日 - 中島博、日本の実業家、ナカシマホールディングス会長（* 1931年?）[55]
- 8月6日 - ジェームズ・ビョルケン、アメリカ合衆国の理論物理学者、スタンフォード大学・SLAC国立加速器研究所名誉教授（* 1934年）[56][57]
- 8月6日 - 稲垣美穂子、日本の女優（* 1938年）[58]
- 8月6日 - ハンス・プロンプ（英語版、オランダ語版）、オランダの詩人、作家、芸術家（* 1944年）[59]
- 8月6日 - 曽貴海（中国語版）、中華民国（台湾）の医師、詩人、社会運動家、民主化運動家、政治活動家（* 1946年）[60]
- 8月6日 - コニー・チウメ（英語版）、南アフリカ共和国の女優（* 1952年）[61]
- 8月6日 - 佐桑徹、日本のジャーナリスト、団体職員、元経済広報センター常務理事（* 1958年）[62]
- 8月6日 - ビリー・ビーン、アメリカ合衆国の元プロ野球選手【近鉄バファローズ、サンディエゴ・パドレスなどに所属】（* 1964年）[63]
- 8月7日（訃報発表日） - ハイメ・アロマル（英語版、スペイン語版、カタルーニャ語版）、スペインの元ロードサイクリスト（* 1937年）[64]
- 8月7日 - パトリス・ラフォン（英語版、フランス語版）、フランスのテレビ司会者、テレビプロデューサー（* 1939年）[65]
- 8月7日 - リスベット・L・ペテルセン（英語版、フェロー語版）、フェロー諸島の政治家、元レクティング・フォルケティング議員（* 1939年）[66]
- 8月7日 - マルガレート・メネゴス、ハンガリー出身のドイツ・フランスの映画プロデューサー（* 1941年）[67]
- 8月7日 - 田中美津、日本の女性解放運動家、鍼灸師（* 1943年）[68]
- 8月7日 - ジョン・マクブライド（英語版）、アメリカ合衆国の海軍軍人、宇宙飛行士、アメリカ海軍大佐（* 1943年）[69]
- 8月7日（訃報発表日） - チャト・ゴンサレス（英語版、スペイン語版）、スペインの元プロサッカー選手、指導者（* 1944年）[70]
- 8月7日 - サイ・リン（英語版、中国語版）、ミャンマーの軍人、政治家、シャン州第4特区平和団結委員会主席、元シャン州東部民族民主同盟軍司令官（* 1948年）[71]
- 8月7日 - 小谷芳正、日本の政治家、和歌山県みなべ町長（* 1949年）[72]
- 8月7日 - ジャック・ラッセル（英語版）、アメリカ合衆国の歌手、「グレート・ホワイト」のメンバー（* 1960年）[73]
- 8月7日 - レボガン・モルーラ、南アフリカ共和国の元プロサッカー選手、元同国代表（* 1966年）[74]
- 8月8日 - ミッツィ・マコール（英語版）、アメリカ合衆国のコメディアン、女優（* 1932年）[75]
- 8月8日 - 山谷屮二、日本の政治家、元秋田県協和町長（* 1933年）[76]
- 8月8日 - チチ・ロドリゲス（英語版、スペイン語版）、プエルトリコのプロゴルファー（* 1935年）[77]
- 8月8日 - 池田隆夫、日本の実業家、元富士通常務、元富士通エフ・アイ・ピー社長（* 1936年?）[78]
- 8月8日 - 高谷茂男、日本の実業家、政治家、元岡山県岡山市長、元おもちゃ王国・チボリジャパン社長（* 1937年）[79]
- 8月8日 - スティーヴ・シムズ、アメリカ合衆国の政治家、元上院・下院議員（* 1938年）[80]
- 8月8日 - ブッダデブ・バッタチャルジー（英語版、ベンガル語版）、インドの政治家、元西ベンガル州首相、元西ベンガル州議会議員、元インド共産党マルクス主義派政治局員（* 1944年）[81]
- 8月8日 - イッサ・ハヤトウ、カメルーンのサッカー組織幹部、元短距離走・中距離走・バスケットボール選手、元国際サッカー連盟副会長・会長代行、元アフリカサッカー連盟会長（* 1946年）[82]
- 8月8日（訃報発表日） - ゾラン・ペトロヴィッチ、ユーゴスラビア、セルビアのサッカー審判員（* 1952年）[83]
- 8月8日 - ホルヘ・ロドリゲス（英語版、スペイン語版）、メキシコの元プロサッカー選手、元同国代表（* 1968年）[84]
- 8月8日 - トマシュ・リソヴィッチ（英語版、ポーランド語版）、ポーランドのレーシング・サイクリスト（* 1977年）[85]
- 8月8日 - 武内千佳、日本の不動産プランナー、実業家、addSPICE代表（* 1985年）[86]
- 8月9日 - 田名網敬一、日本のビジュアルアーティスト、グラフィックデザイナー、イラストレーター、アニメーター、元『PLAYBOY日本版』アートディレクター（* 1936年）[87]
- 8月9日 - 細田直之、日本の実業家、元SUMCO社長、元三菱マテリアル副社長（* 1938年）[88]
- 8月9日 - 花田勗、日本の実業家、元福島民報社社長（* 1939年?）[89]
- 8月9日 - ケビン・サリバン、アメリカ合衆国の元プロレスラー（* 1949年）[90]
- 8月9日（訃報発表日） - アドルフ・シャラー（オランダ語版）、アメリカ合衆国の宇宙芸術（英語版）のビジュアルアーティスト、イラストレーター、アニメーター（* 1956年）[91]
- 8月9日 - チャールズ・R・クロス、アメリカ合衆国の音楽ジャーナリスト、伝記作家、編集者（* 1957年?）[92]
- 8月9日 - スーザン・ウチツキ、アメリカ合衆国の経営者、元YouTubeの最高経営責任者（* 1968年）[93]
- 8月9日 - ものぐさうるふ、日本の漫画家（* 生年不明）[94]
- 8月10日 - ナトワル・シング（英語版）、インドの外交官、政治家、元外相、元ローク・サバー議員、元駐ポーランド・パキスタン大使（* 1929年）[95]
- 8月10日 - 新川和江、日本の詩人（* 1929年）[96]
- 8月10日 - ガリナ・ジビナ、ソビエト連邦の元砲丸投・円盤投・やり投選手、1952年オリンピック金メダリスト、1956年オリンピック銀メダリスト、1964年オリンピック銅メダリスト（* 1931年）[97]
- 8月10日 - 朴権欽、大韓民国のジャーナリスト、政治家、元国会議員、元韓国道路公社理事長、元大邱日報（朝鮮語版）社長（* 1932年）[98]
- 8月10日 - リアム・ムンロー（英語版）、アイルランドの元プロサッカー選手、元同国代表（* 1933年）[99]
- 8月10日 - 齊藤寛、日本の実業家、シャトレーゼ創業者、シャトレーゼホールディングス代表取締役会長（* 1934年）[100]
- 8月10日 - 大澤清治、日本の政治家、元秋田県比内町長、元秋田県議会議員（* 1934年）[101]
- 8月10日 - ルドルフ・イェリーネク（英語版、チェコ語版）、チェコスロバキア、チェコの俳優、声優（* 1935年）[102][103]
- 8月10日 - 伊良波冴子、日本の沖縄芝居の女優（* 1936年）[104]
- 8月10日 - ペギー・モーフィット（英語版）、アメリカ合衆国のモデル、女優（* 1937年）[105]
- 8月10日 - チェレスティーナ・カサピエトラ、イタリアのソプラノ、オペラ歌手（* 1938年）[106]
- 8月10日 - 川村禎彦、日本の調教師、元騎手【日本中央競馬会所属】（* 1958年）[107]
- 8月10日 - 村上由哲（畠山利枝）、日本の三味線奏者、津軽三味線演奏グループ「村上三絃道」宗家（* 1962年?）[108]
- 8月10日 - レイチェル・リリス（英語版）、アメリカ合衆国の声優（* 1969年）[109]
- 8月10日（訃報発表日） - 角田大河、日本の騎手【日本中央競馬会所属】（* 2003年）[110]
- 8月11日 - アニック・ド・スーズネル（フランス語版）、フランスの作家、聖書研究者、心理療法士（* 1922年）[111]
- 8月11日 - 山田圭藏、日本の実業家、元北陸電力社長・会長、元北陸経済連合会会長（* 1929年）[112]
- 8月11日（訃報発表日） - アスランベク・アスラハノフ、ソビエト連邦、ロシアの警察官僚、政治家、元ロシア連邦最高会議議員、元ロシア連邦院・国家院議員、元北カフカス担当ロシア大統領顧問（* 1942年）[113]
- 8月11日 - ノエル・トレナー（英語版）、アイルランドのカトリック教会の聖職者、外交官、駐欧州連合教皇大使（英語版）、元ダウン・コナー教区司教（* 1950年）[114]
- 8月11日（訃報発表日） - マイク・カッベージ（英語版）、アメリカ合衆国の元プロ野球選手、指導者（* 1950年）[115]
- 8月11日 - 伊倉信彦、日本の実業家、元黒崎播磨社長（* 1953年）[116]
- 8月11日（遺体発見日） - アンヘル・サラサール（英語版）、キューバ出身のアメリカ合衆国の俳優、コメディアン（* 1956年）[117]
- 8月11日 - 八巻秀、日本の臨床心理学者、駒澤大学教授（* 1963年）[118]
- 8月11日 - ダニエラ・ラレアル（英語版、スペイン語版）、ベネズエラのトラック・サイクリスト（* 1973年）[119]
- 8月12日 - 森田隆、日本出身のブラジルの人権活動家、元在ブラジル原爆被爆者協会会長（* 1924年）[120]
- 8月12日 - 清家豊雄、日本の実業家、元平和紙業社長（* 1924年）[121]
- 8月12日 - ピーター・スターロック（英語版）、イギリス出身のアメリカ合衆国の天体物理学者、プラズマ物理学者、太陽物理学者、スタンフォード大学名誉教授（* 1924年）[122]
- 8月12日 - アントニオ・デルフィン・ネット（英語版、ポルトガル語版）、ブラジルの経済学者、外交官、政治家、元財務相・農業相・企画相、元下院議員、元駐フランス大使、サンパウロ大学名誉教授（* 1928年）[123]
- 8月12日 - 児玉謙次、日本の俳優（* 1932年）[124]
- 8月12日 - マルク・ブリエ（英語版、フランス語版）、フランスの元サッカー選手、指導者（* 1934年）[125]
- 8月12日 - ザイド・アル＝リファーイー（英語版、アラビア語版）、ヨルダンの外交官、政治家、元首相・外相・国防相、元元老院（英語版）議員・議長、元ハシミテ王宮（英語版）事務総長、元王室儀典長、元駐イギリス大使（* 1936年）[126]
- 8月12日 - 松岡正剛、日本の著述家、編集者、実業家、編集工学研究所所長、角川武蔵野ミュージアム館長、元帝塚山学院大学教授（* 1944年）[127]
- 8月12日 - ラミロ・ブラクト（英語版、スペイン語版）、ボリビアの元プロサッカー選手、指導者、元同国代表（* 1944年）[128]
- 8月12日（訃報発表日） - セドリック・ドーリー（英語版、フランス語版）、フランスの元プロサッカー選手、指導者【AJオセール監督】（* 1969年）[129]
- 8月13日 - エリーザベト・レオポルト（ドイツ語版）、オーストリアの美術品蒐集家、キュレーター、眼科医、レオポルト美術館理事・共同創設者（* 1926年）[130]
- 8月13日 - フランク・セルヴィ、アメリカ合衆国の元プロバスケットボール選手（* 1932年）[131]
- 8月13日 - セルジョ・ドナティ（英語版、イタリア語版）、イタリアの脚本家（* 1933年）[132]
- 8月13日 - リチャード・アラトーレ（英語版）、アメリカ合衆国の政治家、元カリフォルニア州議会下院議員、元ロサンゼルス市議会議員（* 1943年）[133]
- 8月13日 - グレッグ・キーン（英語版）、アメリカ合衆国のロック・ミュージシャン、シンガーソングライター（* 1949年）[134]
- 8月13日 - 清水喜美子、日本の脚本家（* 1949年）[135]
- 8月13日 - 井形マリ、日本のレーシングライダー、ロードレーサー（* 1958年）[136]
- 8月13日 - 上冨敏伸、日本の検察官、大阪高等検察庁検事長、元仙台高等検察庁検事長、元さいたま地方検察庁検事正（* 1962年）[137]
- 8月14日 - ヘルマン・ハーケン、ドイツの理論物理学者、レーザー物理学者、シュトゥットガルト大学名誉教授（* 1927年）[138]
- 8月14日 - ジーナ・ローランズ、アメリカ合衆国の女優（* 1930年）[139]
- 8月14日 - 安応模（朝鮮語版）、大韓民国の警察官僚、政治家、元内務部長官、元調達庁長、元忠清南道知事、元青瓦台政務首席秘書官、元治安本部長（* 1930年または1931年）[140]
- 8月14日 - ストゥーレ・グラーン（英語版、スウェーデン語版）、スウェーデンの元クロスカントリースキーヤー（* 1932年）[141]
- 8月14日 - ウォーリー・エイモス、アメリカ合衆国の実業家、フェイマス・エイモス（英語版）創業者（* 1936年）[142]
- 8月14日 - 伊藤孝雄、日本の俳優（* 1937年）[143]
- 8月14日（訃報発表日） - アレクサンドル・ウシャコフ（英語版、ロシア語版）、ソビエト連邦、ロシアの元バイアスロン選手（* 1948年）[144]
- 8月14日 - デルバル・ナザリー（英語版、ペルシア語版）、アフガニスタンの政治家、元女性事務相、元人民議会（英語版）議員（* 1956年）[145]
- 8月15日 - ピーター・マーシャル（英語版）、アメリカ合衆国のテレビ司会者、ラジオパーソナリティ、歌手、俳優、コメディアン（* 1926年）[146]
- 8月15日 - アグネス笹川（英語版）（笹川カツ子）、日本のカトリック教会の修道女、聖母の出現の報告者【秋田の聖母マリア】（* 1930年）[147]
- 8月15日（訃報発表日） - ルイ・メルマズ、フランスの政治家、元議会関係相・農林相・運輸相・設備相、元元老院議員、元国民議会議員・議長、元ヴィエンヌ市長、元イゼール県議会議員・議長（* 1931年）[148]
- 8月15日（訃報発表日） - ラッセ・ビョルン（英語版、スウェーデン語版）、スウェーデンの元アイスホッケー選手、元同国代表、1952年冬季オリンピック銅メダリスト（* 1931年）[149]
- 8月15日 - 北里一郎、日本の実業家、元明治製菓社長（* 1932年）[150]
- 8月15日 - 小林和夫、日本の牧師、元東京聖書学院教員・院長（* 1933年）[151]
- 8月15日（訃報発表日） - 窪田孝行、日本出身のアメリカ合衆国の空手家、剛速流（英語版）の創始者（* 1934年）[152]
- 8月15日（訃報発表日） - コモラ・イムレ（英語版、ハンガリー語版）、ハンガリーの元サッカー選手、指導者、元同国代表、1964年オリンピック金メダリスト（* 1940年）[153]
- 8月15日 - 偰松雄、大韓民国の政治家、元国会議員、元ソウル特別市龍山区庁長（* 1942年）[154]
- 8月15日 - イヴァイル・フェヘイラ（英語版、ポルトガル語版）、ブラジルの元プロサッカー選手、元同国代表（* 1945年）[155]
- 8月15日 - セルゲイ・カリャキン（英語版、ロシア語版、ベラルーシ語版）、ベラルーシの政治家、元ベラルーシ左翼党「公正な世界」（英語版）党首（* 1952年）[156]
- 8月15日 - 下村青、日本の俳優、元バトントワリング選手（* 1964年）[157]

## 16日 - 31日

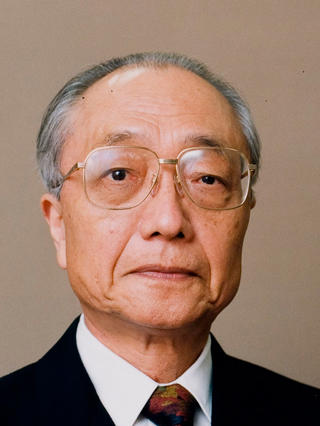
荒井献／8月16日没

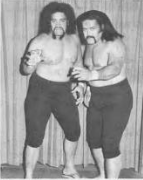
アファ・アノアイ（右）／8月16日没（訃報発表日）

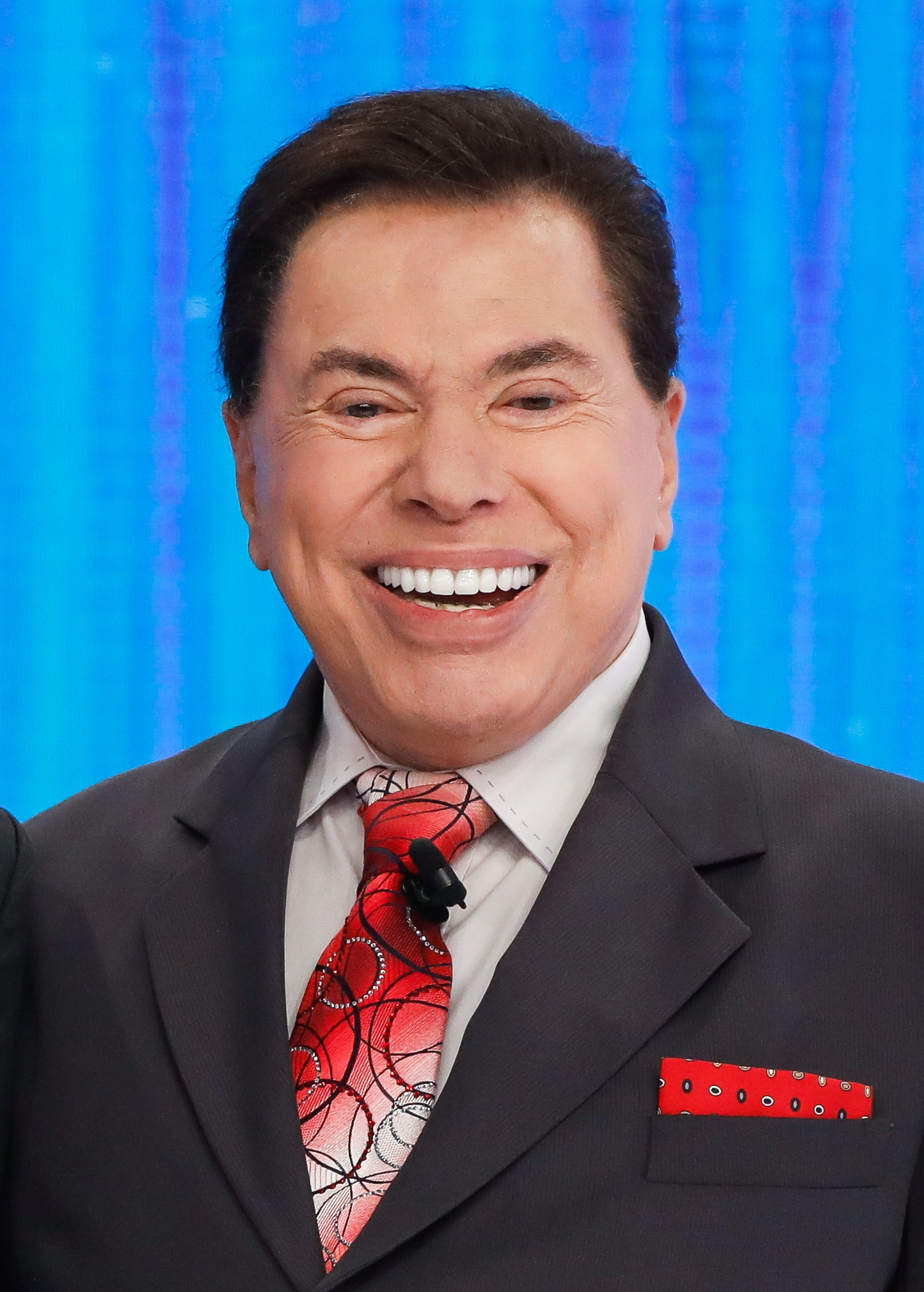
シルヴィオ・サントス／8月17日没

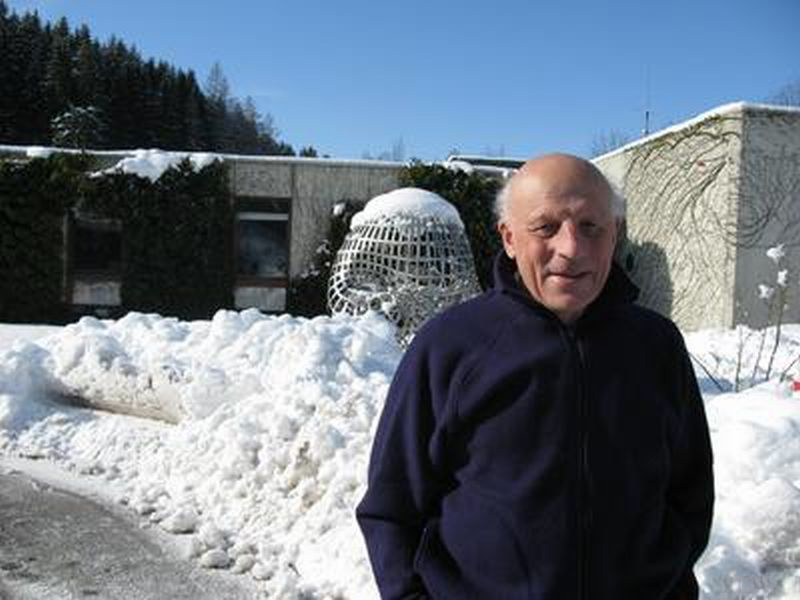
ピエール・カルティエ／8月17日没

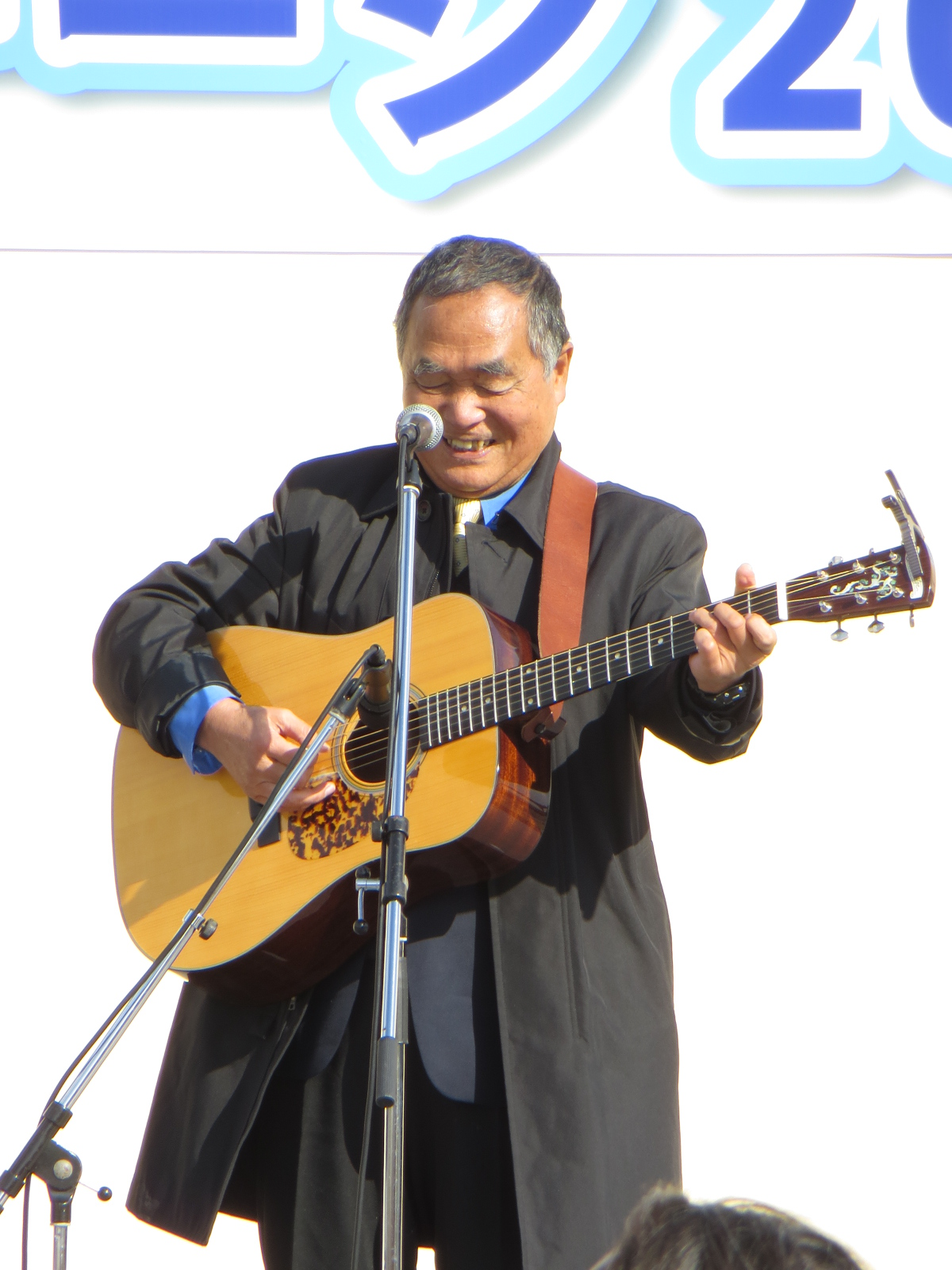
高石ともや／8月17日没

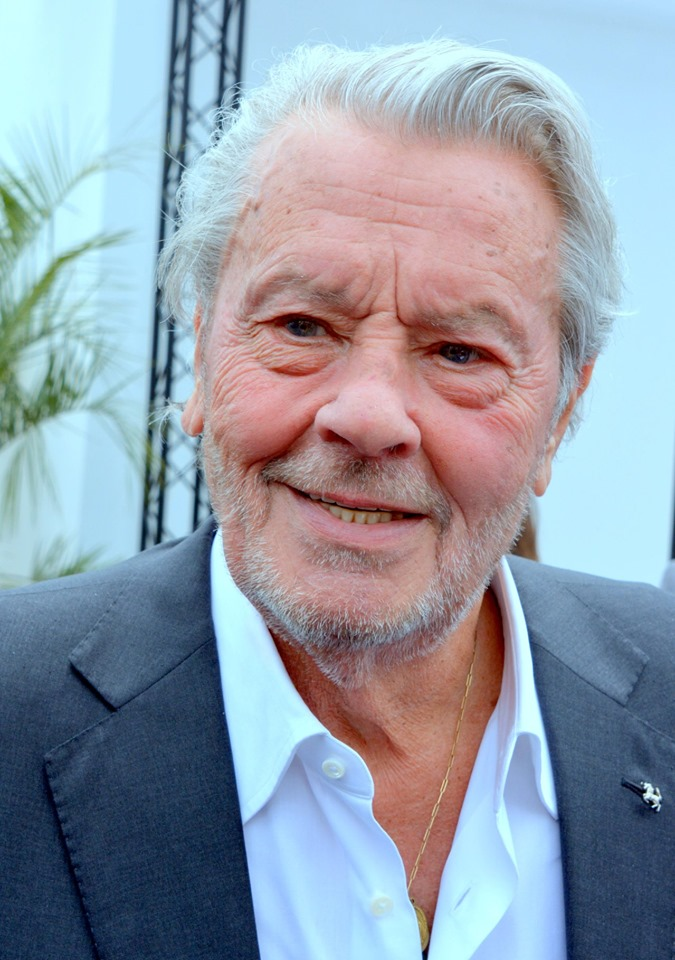
アラン・ドロン／8月18日没

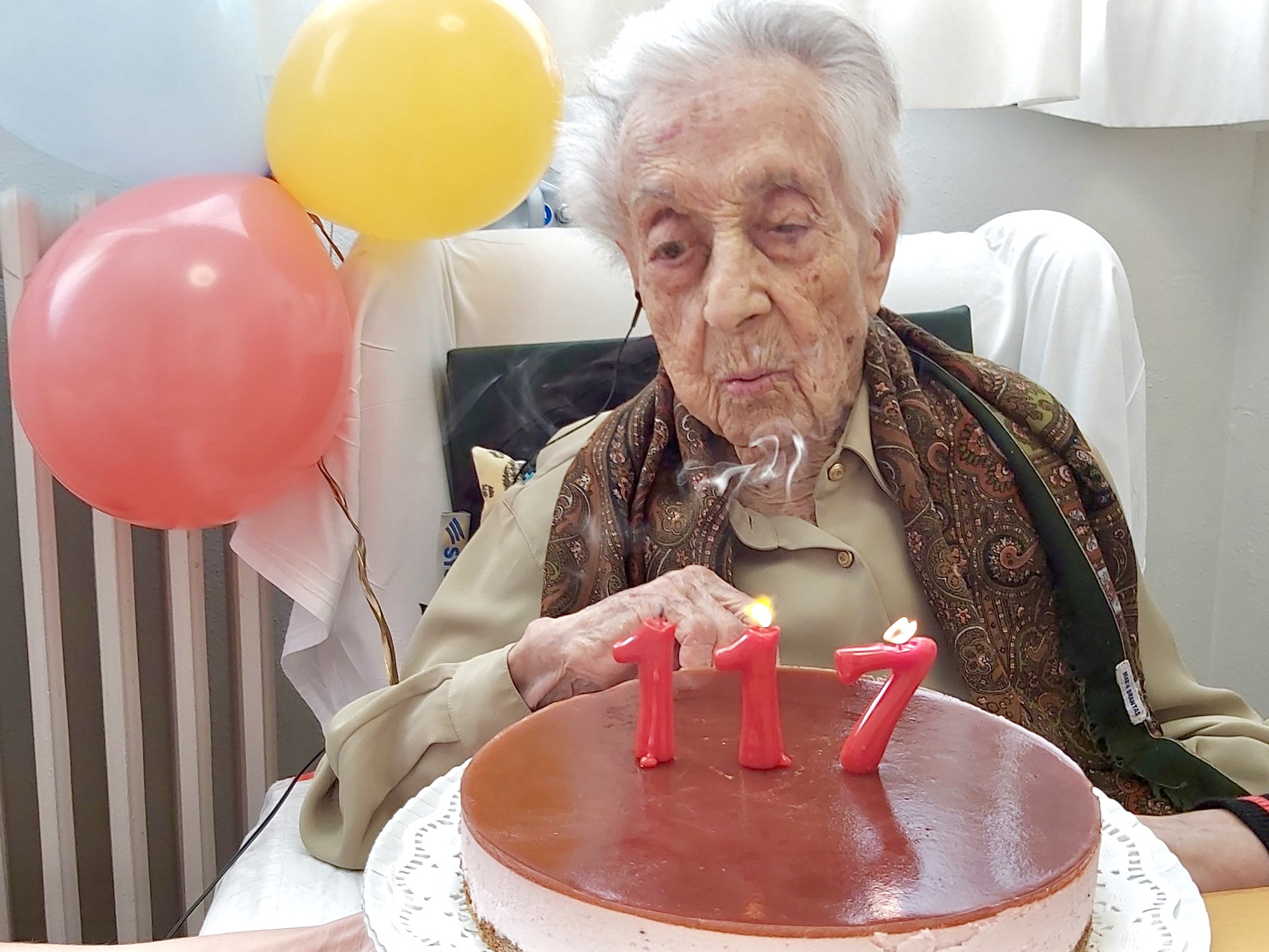
マリア・ブラニャス／8月19日没

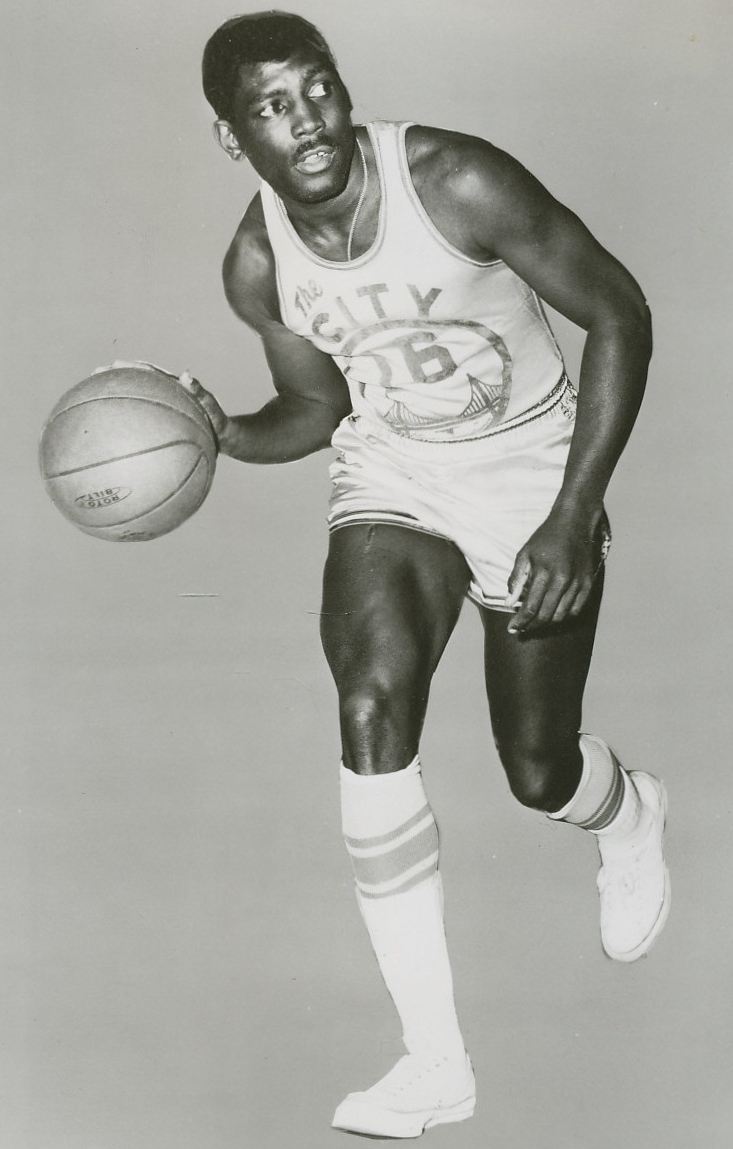
アル・アットルス／8月20日没

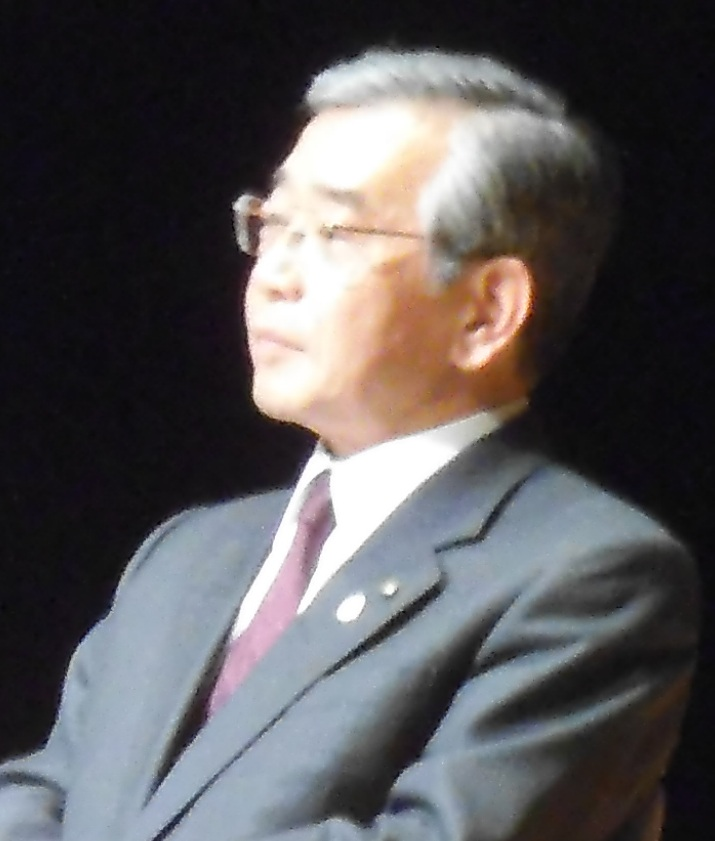
溝口善兵衛／8月20日没

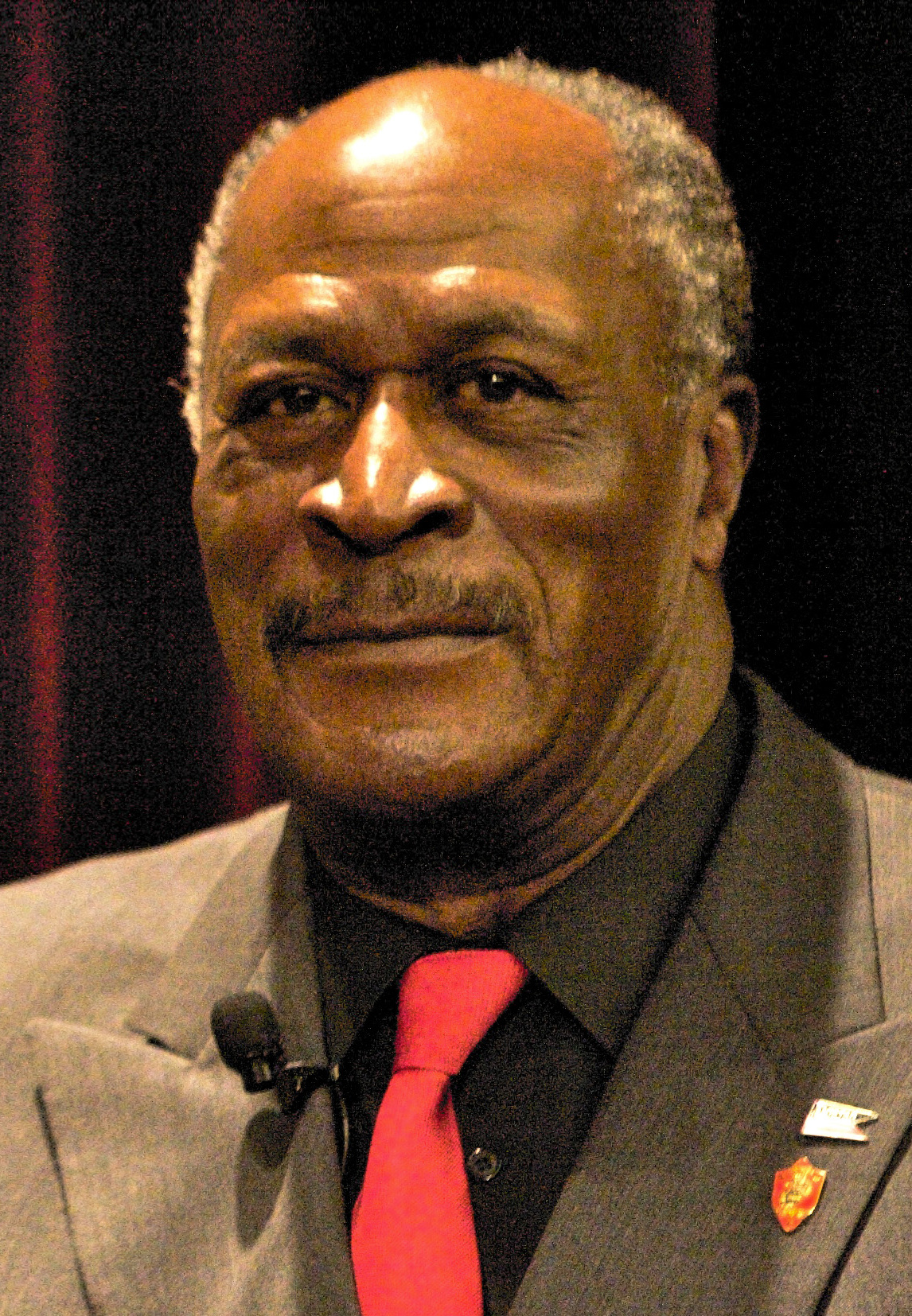
ジョン・エイモス／8月21日没

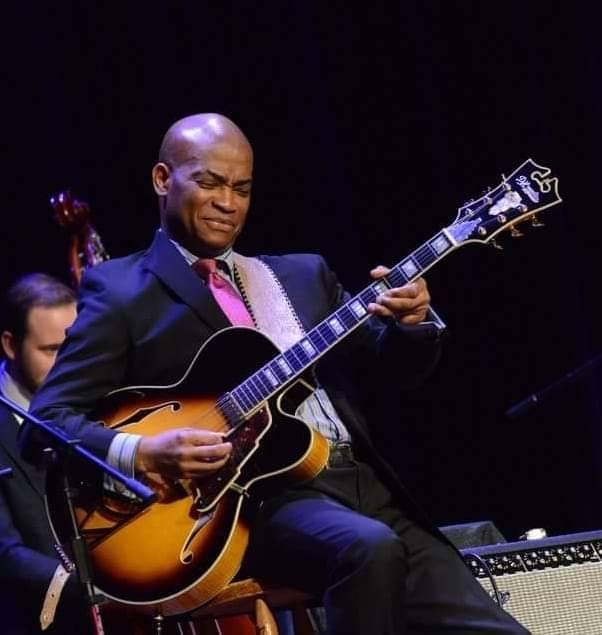
ラッセル・マローン／8月23日没

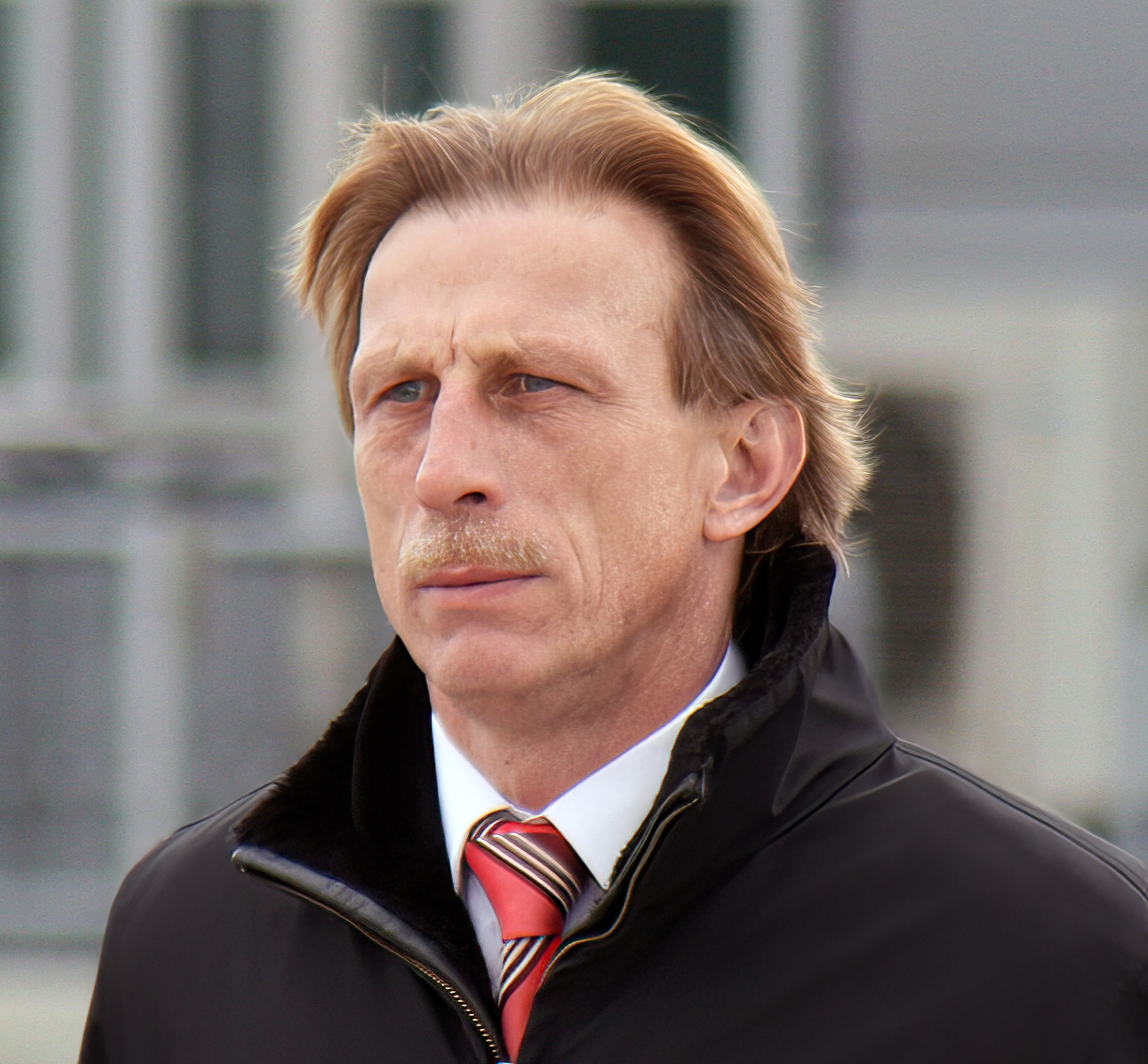
クリストフ・ダウム／8月24日没

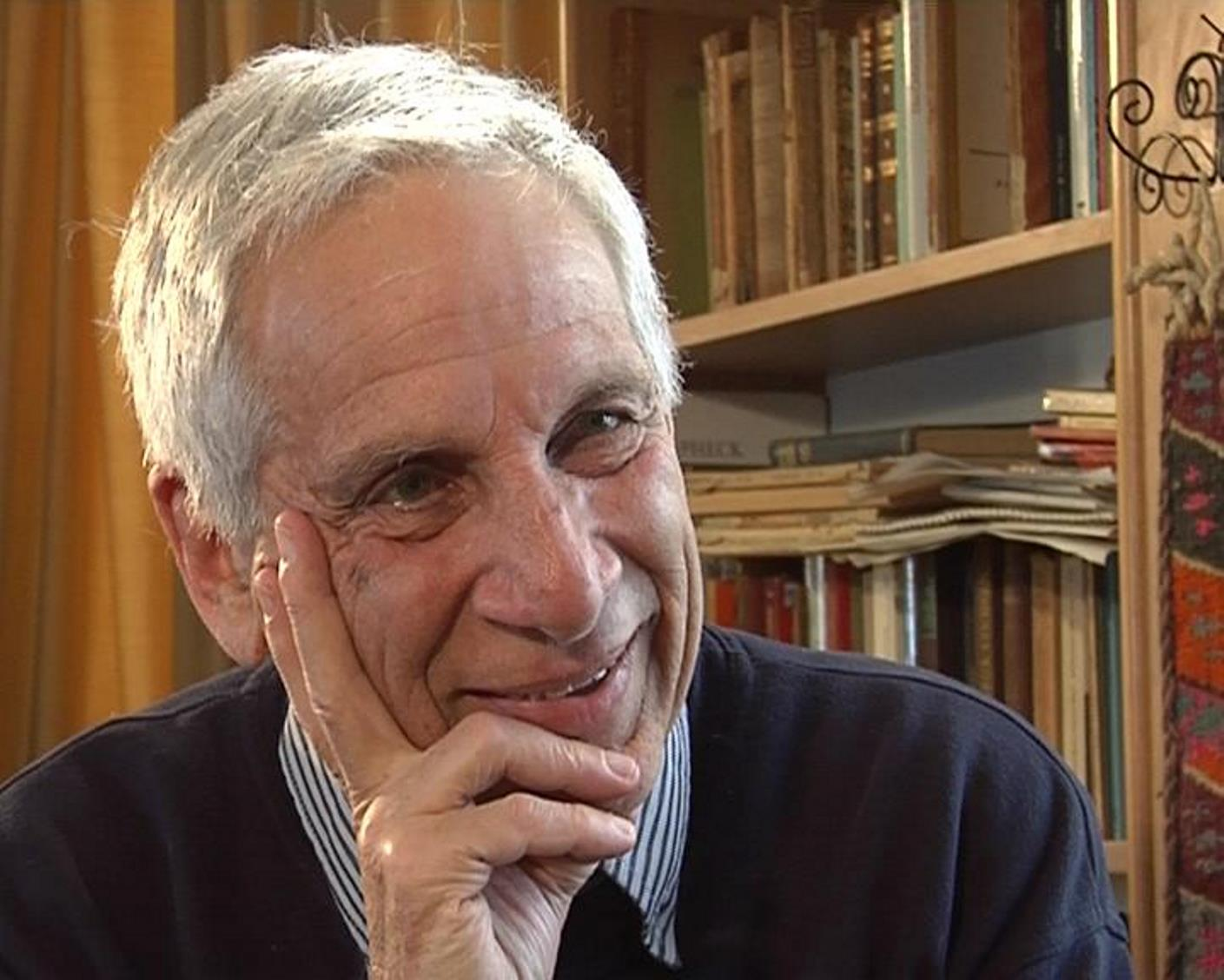
アレクサンダー・ゲール／8月26日没

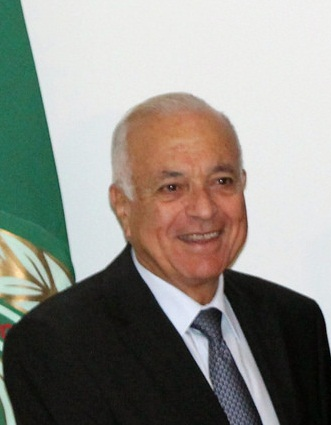
ナビール・エル＝アラビー／8月26日没

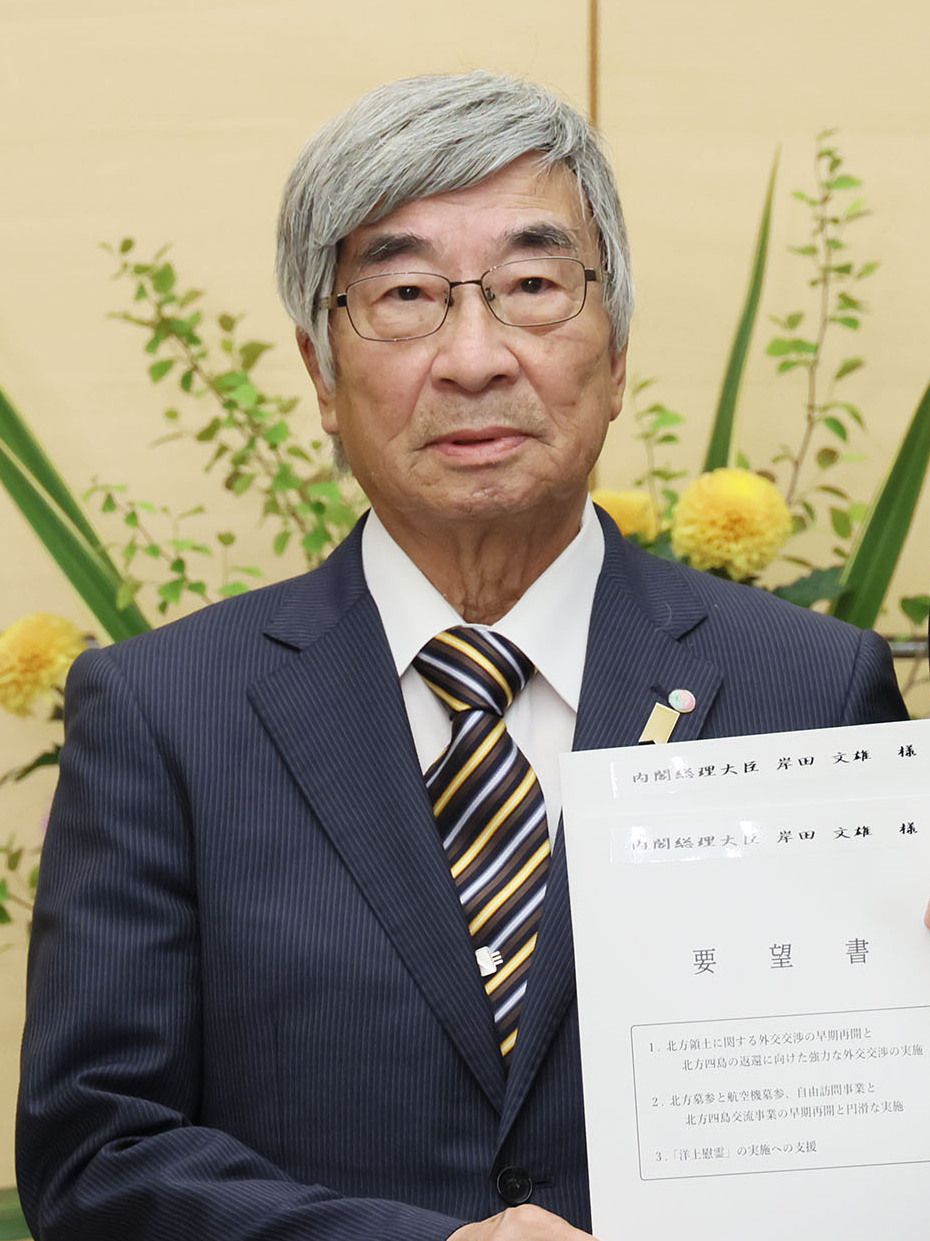
脇紀美夫／8月26日没

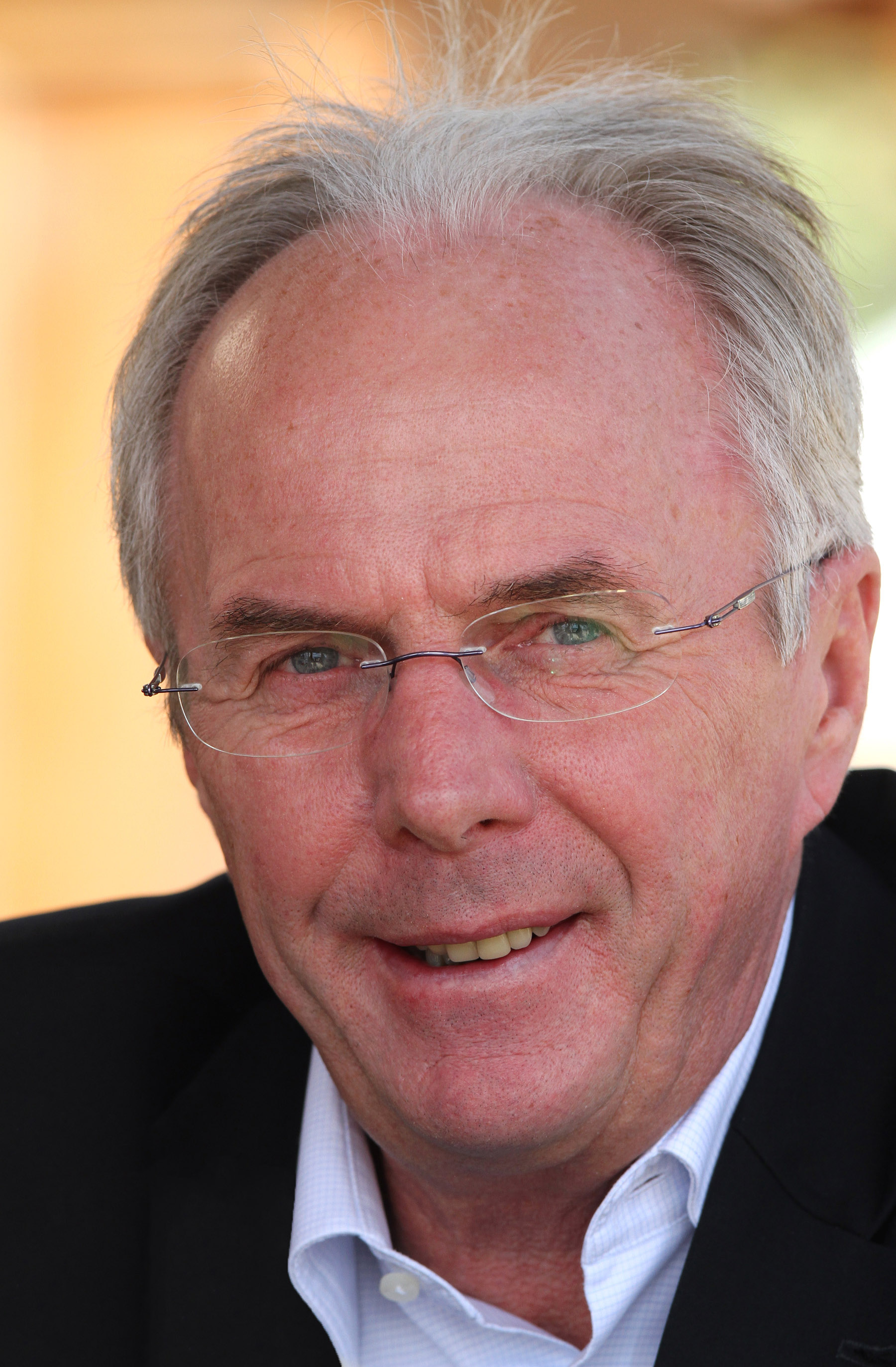
スヴェン＝イェラン・エリクソン／8月26日没

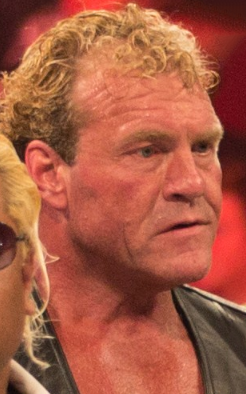
シッド・ビシャス／8月26日没（訃報発表日）

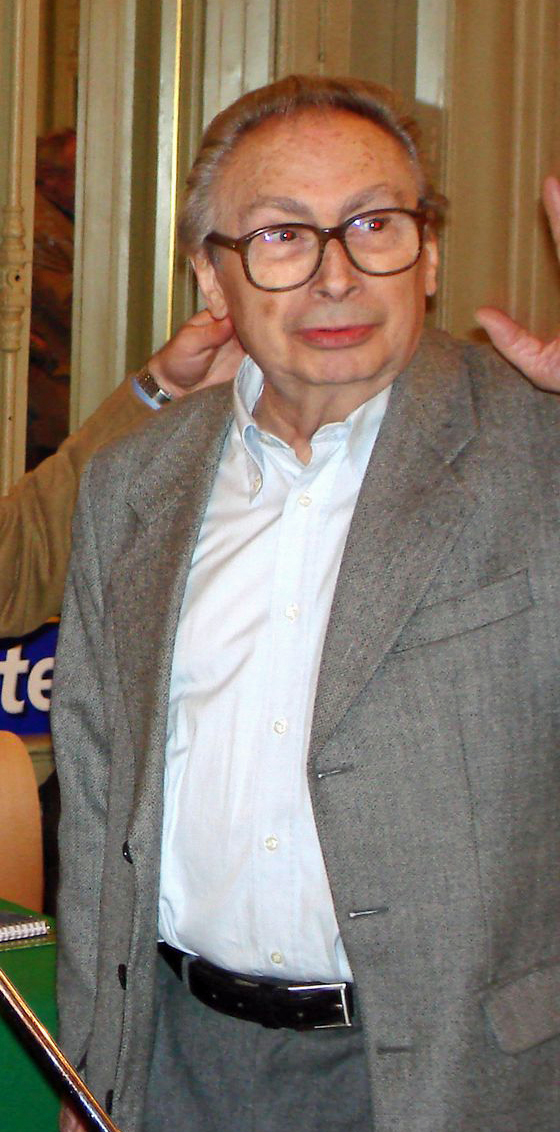
ジャン＝シャルル・タケラ／8月29日没

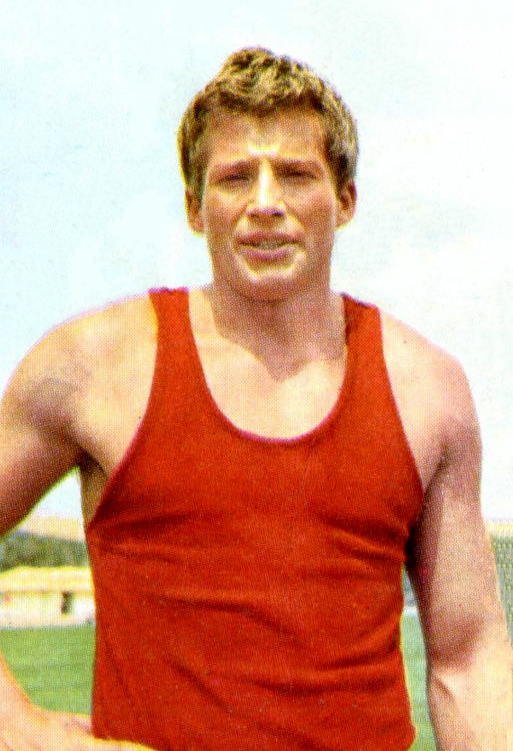
クルト・ベントリン／8月29日没

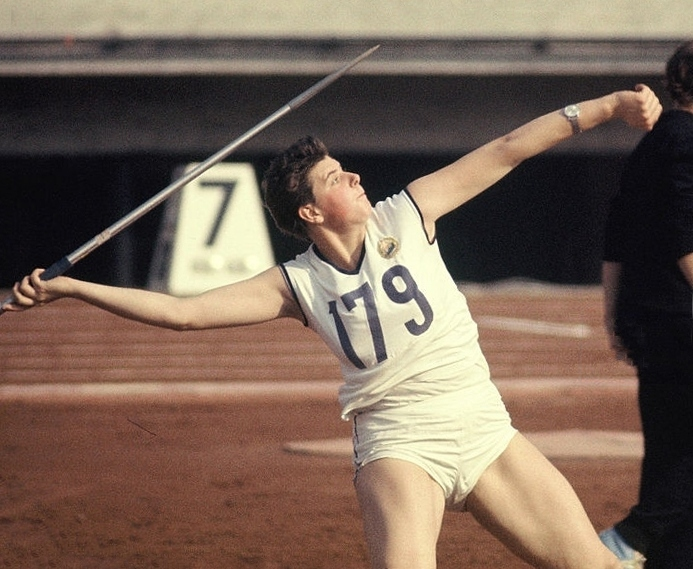
ミハエラ・ペネシュ／8月29日没

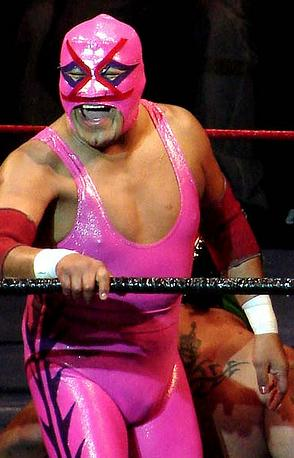
ビジャノ5号／8月29日没

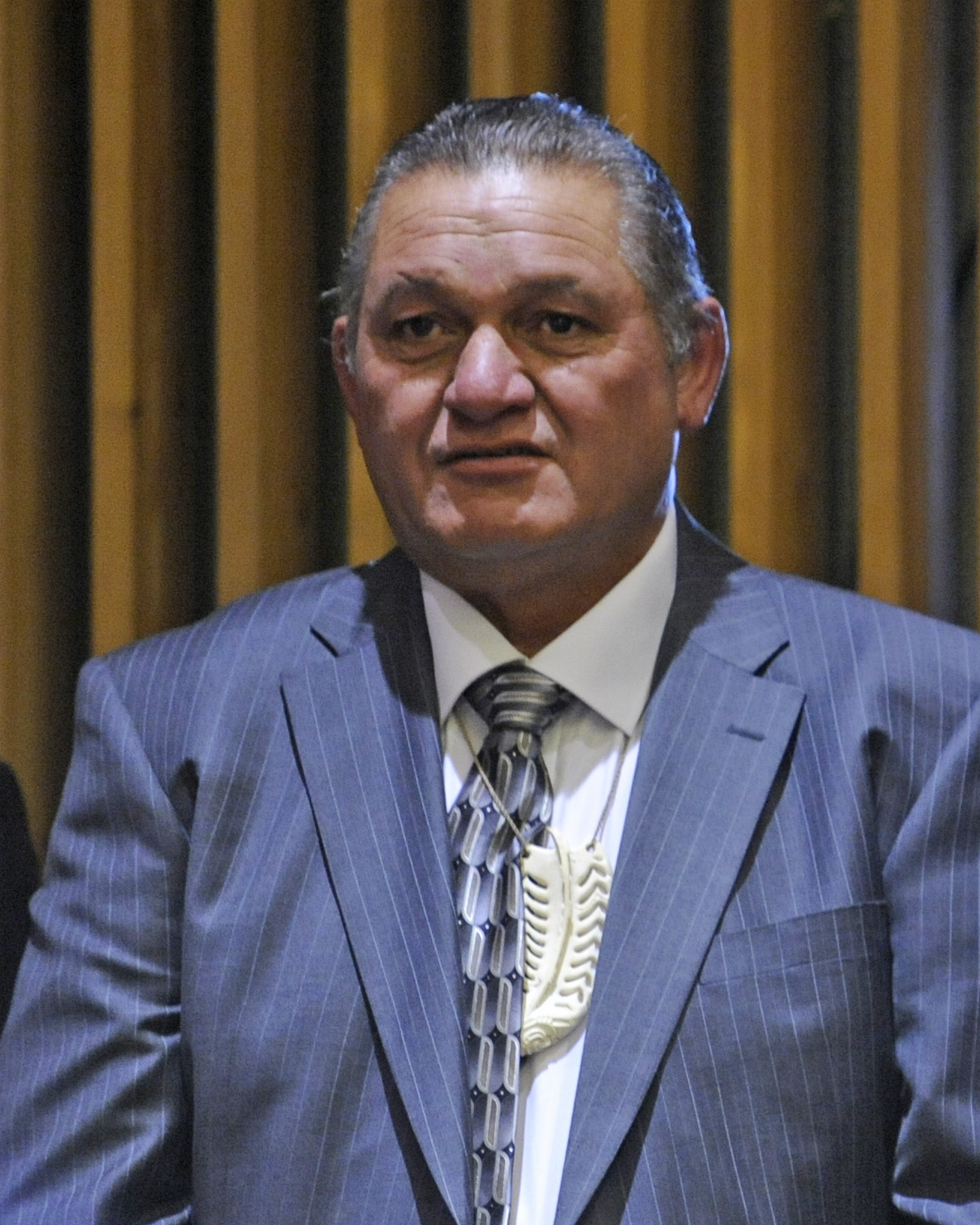
ツヘイティア・パキ／8月30日没

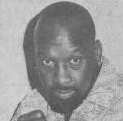
ソニー・キング／8月31日没

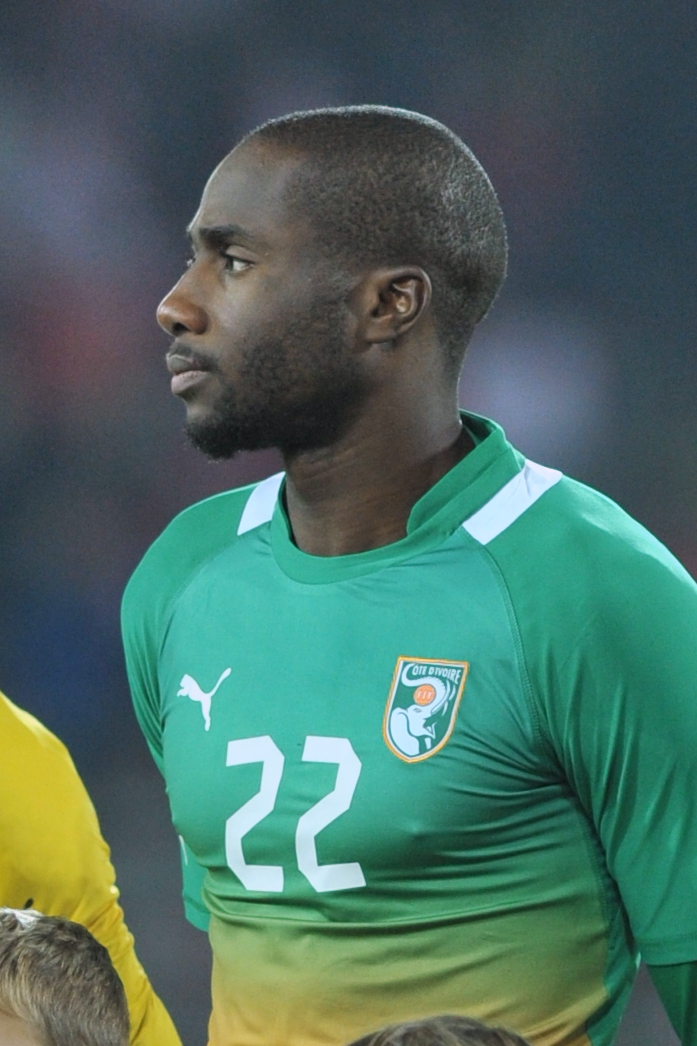
ソル・バンバ／8月31日没

- 8月16日 - 荒井献、日本の原始キリスト教史学者、聖書学者、新約聖書・グノーシス主義研究者、東京大学名誉教授、元恵泉女学園大学学長（* 1930年）[158]
- 8月16日 - 山内淳、ブラジルの実業家、翻訳士、元ブラジル日本文化福祉協会会長、元日伯交流協会会長（* 1931年）[159]
- 8月16日 - 沈緒榜（中国語版）、中華人民共和国の計算機科学者、組み込みシステムの技術者、インダストリアルデザイナー、中国航天電子技術研究院（中国語版）西安微電子技術研究所研究員（* 1933年）[160]
- 8月16日 - ボビー・ヒックス（英語版）、アメリカ合衆国のフィドラー、ブルーグラス・ミュージシャン（* 1933年）[161]
- 8月16日（訃報発表日） - ドミンゴ・ペレス（英語版、スペイン語版）、ウルグアイの元プロサッカー選手、元同国代表（* 1936年）[162]
- 8月16日 - ジャン＝ピエール・バンサール（フランス語版）、フランスの実業家、政治家、元老院議員、ソレックスのブランドオーナー（* 1940年）[163]
- 8月16日（訃報発表日） - アファ・アノアイ、アメリカ領サモア出身の元プロレスラー（* 1942年）[164]
- 8月16日 - 池亀和子、日本の地方公務員、元広島市役所職員（* 1942年?）[165]
- 8月16日 - セース・ファン・ザイトフェルト（オランダ語版）、オランダのラジオパーソナリティ【AVRO（英語版）所属】、ナレーター、声優（* 1943年）[166]
- 8月17日 - 周光召、中華人民共和国の理論物理学者、素粒子物理学者、政治家、元中国共産党中央委員会委員、元全国人民代表大会常務委員会副委員長、元中国科学院院長（* 1929年）[167]
- 8月17日 - シルヴィオ・サントス、ブラジルのテレビ司会者、実業家、SBTの創業者（* 1930年）[168]
- 8月17日 - 趙宋光（中国語版）、中華人民共和国の音楽学者、音楽教育者、星海音楽学院（中国語版）教授・元学長（* 1931年）[169]
- 8月17日 - ピエール・カルティエ、フランスの数学者（* 1932年）[170]
- 8月17日 - 朴志遠（朝鮮語版）、大韓民国の教育者、政治家、元国会議員（* 1934年）[171]
- 8月17日 - 弓恵子、日本の女優（* 1936年）[172]
- 8月17日 - 高石ともや（高石友也）、日本のフォーク歌手（* 1941年）[173]
- 8月17日（訃報発表日） - フリッツ・シュミット（英語版、ドイツ語版）、ドイツの元フィールドホッケー選手、元同国代表（英語版）、1972年オリンピック金メダリスト（* 1943年）[174]
- 8月17日 - ヘレン・フィッシャー（英語版）、アメリカ合衆国の生物人類学者（* 1945年）[175]
- 8月17日 - 横江健次、日本の銀行家、元ふくおかフィナンシャルグループ執行役員（* 1956年?）[176]
- 8月17日 - 玉城吉貴、日本のサッカー組織幹部、沖縄県サッカー協会会長（* 1959年?）[177]
- 8月17日（訃報発表日） - きしめん、日本のナレーター（* 1970年）[178]
- 8月18日 - 三村輝文、日本の政治家、元青森県百石町長、元青森県議会議員（* 1930年?）[179]
- 8月18日 - 韓良洙、韓国の公務員、政治家、元忠清南道知事（* 1931年?）[180]
- 8月18日 - 川崎達之、日本の実業家、元東急コミュニティー社長（* 1932年?）[181]
- 8月18日 - ドゥシャン・シニゴイ（英語版、スロベニア語版）、ユーゴスラビア、スロベニアの経済学者、政治家、元スロベニア社会主義共和国行政評議会議長（* 1933年）[182]
- 8月18日 - アラン・ドロン、フランスの俳優（* 1935年）[183]
- 8月18日 - フィル・ドナヒュー（英語版）、アメリカ合衆国のテレビ司会者、トークショー・ジャーナリスト（* 1935年）[184]
- 8月18日 - ジム・ブラディ（英語版）、アメリカ合衆国の経済学者、元プロ野球選手、元ジャクソンビル大学（英語版）学長（* 1936年）[185]
- 8月18日 - 鮫島宗明、日本の農林水産官僚、政治家、元衆議院議員、元農林水産省生物資源研究所研究室長（* 1943年）[186]
- 8月18日（訃報発表日） - ボリス・ブイストロフ（英語版、ロシア語版）、ソビエト連邦、ロシアの俳優、声優（* 1945年）[187]
- 8月18日 - フランチシェク・スムダ（英語版、ポーランド語版）、ポーランドの元サッカー選手、指導者【元同国代表監督】（* 1948年）[188]
- 8月18日 - ロニー・ボルヒェルス（英語版、ドイツ語版）、ドイツの元プロサッカー選手、指導者、元西ドイツ代表（* 1957年）[189]
- 8月18日 - 松尾千歳、日本の歴史家、学芸員、尚古集成館館長（* 1960年?）[190]
- 8月18日 - 倉島庸、日本の医師（* 1970年）[191]
- 8月18日 - 山本量子、日本のタレント、ラジオパーソナリティ（* 1976年）[192]
- 8月19日 - マリア・ブラニャス、アメリカ合衆国出身のスペインのスーパーセンテナリアン、世界最高齢者（* 1907年）[193]
- 8月19日 - ギー・デ・ムイザー（英語版、ルクセンブルク語版）、ルクセンブルクの外交官、経済学者、弁護士、元大公宮府長官、元内閣書記長、元駐ソビエト連邦・ベルギー大使、元駐北大西洋条約機構代表（* 1926年）[194][195]
- 8月19日 - 伊藤隆、日本の歴史学者、東京大学名誉教授、元政策研究大学院大学教授（* 1932年）[196]
- 8月19日 - ミシェル・ゲラール（英語版、フランス語版）、フランスのシェフ、レストランオーナー、ヌーヴェル・キュイジーヌの共同考案者（* 1933年）[197]
- 8月19日 - 王啓民（中国語版）、中華人民共和国の石油開発技術者、地質調査士、政治家、元中国共産党中央委員会候補委員、元全国人民代表大会代表、元大慶油田有限責任公司総経理助理（* 1937年）[198]
- 8月19日 - ヴォー・トン・スアン（英語版、ベトナム語版）、ベトナムの農学者、政治家、元国会議員、元カントー大学副学長（* 1940年）[199]
- 8月19日 - 福岡忠雄、日本の英文学者、関西学院大学名誉教授（* 1942年）[200]
- 8月19日 - 石川好、日本のノンフィクション作家、評論家、元酒田市美術館館長、元秋田公立美術工芸短期大学学長（* 1947年）[201]
- 8月19日 - 高橋克明、日本の俳優（* 1964年）[202]
- 8月19日 - 北井大五、日本のボディビルダー（* 1972年?）[203]
- 8月20日 - 桑原信義、日本の銀行家、元徳島銀行頭取（* 1932年）[204]
- 8月20日 - イヴォンヌ・デルクール（英語版、オランダ語版）、ベルギーの女優（* 1932年）[205]
- 8月20日 - ウンベルト・マスキオ（英語版、スペイン語版、イタリア語版）、アルゼンチン、イタリアの元プロサッカー選手、指導者、元アルゼンチン・イタリア代表（* 1933年）[206]
- 8月20日 - 早川正昭、日本の作曲家、指揮者、音楽学者、広島大学名誉教授、東京ヴィヴァルディ合奏団創設者（* 1934年）[207]
- 8月20日 - 張洪烈（朝鮮語版）、大韓民国の公務員、元調達庁長（* 1935年）[208]
- 8月20日 - 中村徹、日本の運輸官僚、元運輸事務次官、元新東京国際空港公団総裁、元日本観光協会会長（* 1935年）[209]
- 8月20日 - アル・アットルス、アメリカ合衆国の元プロバスケットボール選手、指導者（* 1936年）[210]
- 8月20日 - 米田雄介、日本の歴史学者、神戸女子大学名誉教授、元宮内庁正倉院事務所長・書陵部編修課長（* 1936年）[211]
- 8月20日（訃報発表日） - ラトミル・トヴルディッチ（英語版、クロアチア語版）、ユーゴスラビア、クロアチアの元プロバスケットボール選手、元ユーゴスラビア代表（* 1943年）[212]
- 8月20日 - 溝口善兵衛、日本の大蔵・財務官僚、政治家、元島根県知事、元大蔵省国際局長・財務官（* 1946年）[213]
- 8月20日 - 石井直方、日本の運動生理学者、ボディビルダー、東京大学名誉教授、日本ボディビル・フィットネス連盟副会長（* 1955年）[214]
- 8月20日 - 田中敦子、日本の声優、ナレーター（* 1962年）[215]
- 8月20日 - コンスタンチン・ブタコフ、ロシアの政治家、元サハリン州南クリル管区副区長・区長代行（* 1971年?）[216][217]
- 8月20日 - chori、日本の詩人（* 1984年）[218]
- 8月21日 - ピート・デーリー（英語版）、アメリカ合衆国の元プロ野球選手（* 1930年）[219]
- 8月21日 - 池辺信夫、日本の実業家、元ヤクルト専務（* 1930年?）[220]
- 8月21日 - ニック・ミレティ（英語版）、アメリカ合衆国の弁護士、実業家、元クリーブランドキャバリアーズ・クリーブランドインディアンズ・クリーブランドクルセイダーズ（英語版）所有者（* 1931年）[221]
- 8月21日 - イェスタ・エリクソン（英語版、スウェーデン語版）、スウェーデンの元ローイング競技選手、1956年オリンピック銀メダリスト（* 1931年）[222]
- 8月21日 - 大野裕、日本の実業家、元フジクラ専務（* 1931年?）[223]
- 8月21日 - 琴震鎬、大韓民国の陸軍軍人、官僚、政治家、元大韓民国陸軍大尉、元商工部長官、元国会議員（* 1932年）[224]
- 8月21日 - ビル・パスクレル（英語版）、アメリカ合衆国の政治家、下院議員、元パターソン市長、元ニュージャージー州議会下院議員（* 1937年）[225]
- 8月21日 - ディディエ・ボロトラ（英語版、フランス語版）、フランスの政治家、元元老院議員、元ビアリッツ・アルボンヌ（英語版）市長（* 1937年）[226]
- 8月21日 - パキート・ガルシア、スペインの元プロサッカー選手、指導者、元同国代表（* 1938年）[227]
- 8月21日 - ウィリアム・スミス（英語版、アフリカーンス語版）、南アフリカ共和国の遠隔教育の教育者、科学・数学教師（* 1939年）[228]
- 8月21日 - ジョン・エイモス、アメリカ合衆国の俳優（* 1939年）[229]
- 8月21日（訃報発表日） - プリモ・ザンパリーニ（英語版、イタリア語版）、イタリアの元ボクサー、1960年オリンピック銀メダリスト（* 1939年）[230]
- 8月21日 - 朴駿緒（朝鮮語版）、大韓民国の法律家、元大法官（* 1940年）[231]
- 8月21日 - ハンス・ヴァイナー（英語版、ドイツ語版）、ドイツの元プロサッカー選手（* 1950年）[232]
- 8月21日 - 桑木知二、日本の音響技師、実業家、ギルド・ジャパン社長、元日本工学院専門学校講師（* 1954年?）[233]
- 8月21日（遺体発見日） - マイク・リンチ（英語版）、イギリスの実業家、オートノミーの共同創業者（* 1965年）[234]
- 8月22日 - ファールーク・アル＝カドゥーミー（英語版、アラビア語版）、パレスチナ国の政治家、元ファタハ中央委員会主席・事務総長、元パレスチナ解放機構政治局長・外務局長（* 1931年）[235]
- 8月22日 - 常盤照生、日本の実業家、元九電工専務（* 1933年?）[236]
- 8月22日 - グリーンヴィル・ターナー（英語版）、イギリスの地球化学者、宇宙化学者、マンチェスター大学教授、元シェフィールド大学教授（* 1936年）[237]
- 8月22日 - 渡邉忠治、日本の実業家、元四国放送専務取締役（* 1937年?）[238]
- 8月22日 - 三国陽夫、日本の実業家、元三国事務所代表（* 1939年）[239]
- 8月22日 - クシュマンチャン・ピルグジ（ロシア語版、エルジャ語版）（グリゴリー・ムサリョフ）、ロシアのエルジャ人権利活動家、エルジャ語・エルジャ文化保存活動家、元エルジャ人長老（* 1940年）[240]
- 8月22日 - オッタヴィアーノ・デル・トゥルコ（英語版、イタリア語版）、イタリアの労働運動家、政治家、元財務相、元欧州議会議員、元元老院・代議院議員、元アブルッツォ州知事、元イタリア社会党書記長（* 1944年）[241]
- 8月22日 - 田辺篤、日本の政治家、元山梨県塩山市長・甲州市長、元山梨県議会議員（* 1945年）[242]
- 8月22日 - 井桁貞義、日本のロシア文学者、早稲田大学名誉教授（* 1948年）[243]
- 8月23日 - 上坪正徳、日本の英文学者、中央大学名誉教授（* 1940年）[244]
- 8月23日 - カトリーヌ・リベイロ（英語版、フランス語版）、フランスの歌手、女優（* 1941年）[245]
- 8月23日（訃報発表日） - 吉浜忍、日本の歴史学者、沖縄戦研究者、元沖縄国際大学教授（* 1949年）[246]
- 8月23日 - プレドラグ・マティッチ（英語版、クロアチア語版）、クロアチアの陸軍軍人、政治家、欧州議会議員、元クロアチア陸軍准将、元退役軍人事務相、元サボル議員（* 1962年）[247]
- 8月23日 - ラッセル・マローン、アメリカ合衆国のジャズ・ギタリスト（* 1963年）[248]
- 8月23日（訃報発表日） - ペーテル・ルンドグレン（英語版、スウェーデン語版）、スウェーデンの元プロテニス選手、指導者（* 1965年）[249]
- 8月23日（訃報発表日） - トルーデ・ディベンダール、ノルウェーの元クロスカントリースキーヤー、1988年・1992年・1994年冬季オリンピック銀メダリスト（* 1966年）[250]
- 8月23日 - クリスティアン・オビ（英語版）、ナイジェリアの元サッカー選手、指導者、元同国代表（* 1967年）[251]
- 8月24日 - ジョージ・ローデン、ジャマイカの元短距離走選手、1952年オリンピック金メダリスト（* 1926年）[252]
- 8月24日（訃報発表日） - エミール・ブレトン（フランス語版）、フランスの映画評論家、ジャーナリスト、編集者、政治活動家（* 1929年）[253]
- 8月24日 - 佐々木秀幸、日本の陸上競技指導者、元東洋大学・早稲田大学教授、元日本陸上競技連盟常務理事・専務理事、元東京マラソン組織委員会事務総長（* 1932年）[254]
- 8月24日 - 本間敬三、日本の実業家、元クボタ専務（* 1934年?）[255]
- 8月24日 - フリストス・ヤナラス（英語版、ギリシア語版）、ギリシャの哲学者、ギリシャ正教の神学者、作家、コラムニスト、元パンティオン大学（英語版）教授（* 1935年）[256]
- 8月24日 - 胡炳権（英語版、中国語版）、中華人民共和国の元卓球選手、指導者（* 1936年）[257]
- 8月24日（訃報発表日） - シュロモ・スターンバーグ（英語版）、アメリカ合衆国の数学者、ラビ（* 1936年）[258]
- 8月24日 - カレル・ヘジュマーネク（英語版、チェコ語版）、チェコスロバキア、チェコの俳優、声優、劇場監督、劇場支配人（* 1947年）[259]
- 8月24日 - クリストフ・ダウム、ドイツの元プロサッカー選手、指導者【元ルーマニア代表監督】（* 1953年）[260]
- 8月25日（訃報発表日） - サリーム・アル＝フス（英語版、アラビア語版）、レバノンの政治家、元大統領代行、元首相・工業石油相・情報相・経済貿易相・教育芸術相・労働相・外務移民相、元国民議会議員（* 1929年）[261]
- 8月25日 - アマデオ・フランシス（英語版、スペイン語版）、アメリカ領ヴァージン諸島出身のプエルトリコの経済学者、元400メートルハードル選手、元国際陸上競技連盟副会長、元北中米カリブ陸上競技連盟会長、元プエルトリコ経済調査局長（* 1931年）[262]
- 8月25日 - ミシェル・シフル（英語版、フランス語版）、フランスの洞穴学者、地質学者、探検家（* 1939年）[263]
- 8月25日 - オ・スンミョン（朝鮮語版）、大韓民国の俳優（* 1946年）[264]
- 8月25日 - 王霙（中国語版）、中華人民共和国の俳優（* 1957年）[265]
- 8月25日 - 水島晴之、日本のジャーナリスト（* 1960年）[266]
- 8月25日 - 本田宏隆、日本の物理化学者、東京理科大学教授（* 1961年）[267]
- 8月26日 - 白石久子、日本のスーパーセンテナリアン（* 1910年）[268]
- 8月26日 - アレクサンダー・ゲール、ドイツ出身のイギリスの作曲家、音楽学者、ケンブリッジ大学名誉教授（* 1932年）[269]
- 8月26日 - ナビール・エル＝アラビー、エジプトの外交官、法律家、政治家、元外相、元アラブ連盟事務局長、元駐インド・国連大使、元国際司法裁判所裁判官、元国際法委員会委員、元常設仲裁裁判所裁判官（* 1935年）[270]
- 8月26日（訃報発表日） - ドン・ワート（英語版）、アメリカ合衆国の元プロ野球選手【デトロイト・タイガースなどに所属】（* 1938年）[271]
- 8月26日 - 脇紀美夫、日本の政治家、元北海道羅臼町長、元千島歯舞諸島居住者連盟理事長（* 1941年）[272]
- 8月26日 - ノジム・マイエグン（英語版）、ナイジェリアの元ボクサー、1964年オリンピック銅メダリスト（* 1941年）[273]
- 8月26日 - スヴェン＝イェラン・エリクソン、スウェーデンの元サッカー選手、指導者【元イングランド・メキシコ・コートジボワール・フィリピン代表監督】（* 1948年）[274]
- 8月26日（訃報発表日） - 小谷純久、日本の気象予報士、気象キャスター（* 1948年）[275]
- 8月26日 - 森安孝夫、日本の東洋史学者、大阪大学名誉教授（* 1948年）[276]
- 8月26日 - ドミニク・ブラマタリ（英語版、フランス語版）、コンゴ民主共和国のカトリック教会の聖職者、モレグベ（英語版）教区名誉司教（* 1955年）[277]
- 8月26日（訃報発表日） - シッド・ビシャス（シッド・ユーディー）、アメリカ合衆国の元プロレスラー（* 1960年）[278]
- 8月26日（訃報発表日） - ベンジー・ラダック、アメリカ合衆国の総合格闘家（* 1979年）[279]
- 8月27日 - シャルロッテ・クレッチマン、ドイツのスーパーセンテナリアン（* 1909年）[280]
- 8月27日 - トマス・ゲヴェ（英語版、ヘブライ語版、ドイツ語版）、ドイツ出身のイスラエルのエンジニア、作家、ホロコースト生存者（* 1929年）[281]
- 8月27日 - 伊藤和子（山泉和子）、日本の元卓球選手（* 1935年）[282]
- 8月27日（訃報発表日） - ルネ・ウルケ（英語版、フランス語版）、フランスのラグビーユニオン審判員、元フランスラグビー連盟の財務管理者（* 1941年）[283]
- 8月27日 - レオナード・リッジオ（英語版）、アメリカ合衆国の実業家、元バーンズ・アンド・ノーブル会長（* 1941年）[284]
- 8月27日 - ボブ・カー（英語版）、アメリカ合衆国の政治家、元下院議員（* 1943年）[285]
- 8月27日 - ロン・ヘイル（英語版）、アメリカ合衆国の俳優（* 1946年）[286]
- 8月27日 - 松尾誠次郎、日本の暴力団幹部、元道仁会会長（* 1946年?）[287]
- 8月27日 - フアン・イスキエルド（英語版、スペイン語版）、ウルグアイのプロサッカー選手（* 1997年）[288]
- 8月28日 - 朴正一（ドイツ語版）、大韓民国のカトリック教会の聖職者、元韓国天主教主教会議（朝鮮語版）議長、元済州教区・全州教区・馬山教区司教（* 1926年）[289]
- 8月28日 - アンドレアス・デュックシュタイン（英語版、ドイツ語版）、オーストリアのチェスプレーヤー、グランドマスター（* 1927年）[290]
- 8月28日 - 牧口準市、日本の弁護士、元日本弁護士連合会副会長、元札幌弁護士会会長（* 1931年）[291]
- 8月28日 - 崔珏圭、大韓民国の官僚、政治家、元副総理・経済企画院長官・農水産部長官・商工部長官、元江原道知事、元国会議員（* 1933年）[292]
- 8月28日 - 宇能鴻一郎、日本の小説家（* 1934年）[293]
- 8月28日 - アニック・ド・リボーピエール（フランス語版）、スイスの心理学者、ジュネーヴ大学名誉教授（* 1946年）[294]
- 8月28日 - 飛鳥井佳子、日本の政治家、向日市議会議員（* 1952年）[295]
- 8月28日 - 千代天山大八郎、日本の元大相撲力士、元小結（* 1976年）[296]
- 8月28日（訃報発表日） - イリーナ・フリプコ（英語版、ウクライナ語版）、ウクライナのプロハンドボール選手、同国女子代表（* 1990年）[297]
- 8月29日 - ジャン＝シャルル・タケラ、フランスの映画監督、脚本家（* 1925年）[298]
- 8月29日 - 栫井巍、日本のテレビプロデューサー（* 1928年?）[299]
- 8月29日 - A・G・ヌーラニ（英語版）、インドの弁護士、憲法学者、政治評論家、作家（* 1930年）[300]
- 8月29日（訃報発表日） - レンツォ・デ・ヴィドヴィッチ（英語版、イタリア語版）、イタリアのジャーナリスト、政治家、元代議院議員、元イストリア・フィウメ・ダルマチア亡命者連盟会長（* 1934年）[301]
- 8月29日 - 山口侑男、日本の実業家、大日光・エンジニアリング会長（* 1938年）[302]
- 8月29日 - ユン・ジュンファン（朝鮮語版）（ユン・インソプ）、大韓民国の漫画家（* 1941年）[303]
- 8月29日 - クルト・ベントリン、ドイツの元十種競技選手、1968年オリンピック銅メダリスト（* 1943年）[304]
- 8月29日 - アドルフォ・カリスト（英語版、ポルトガル語版）、ポルトガルの元プロサッカー選手、指導者、元同国代表（* 1944年）[305]
- 8月29日 - ハビエル・ゴメス＝ナバーロ（英語版、スペイン語版）、スペインの政治家、元貿易観光相、元スポーツ担当国務長官、元スポーツ上級委員会（英語版）委員長、元1992年バルセロナオリンピック組織委員会副委員長（* 1945年）[306]
- 8月29日 - ミハエラ・ペネシュ、ルーマニアの元やり投選手、1964年オリンピック金メダリスト、1968年オリンピック銀メダリスト（* 1947年）[307]
- 8月29日 - ビジャノ5号（レイ・メンドーサ・ジュニア）、メキシコの元プロレスラー（* 1962年）[308]
- 8月29日 - むっちょ、日本のプロモデラー（* 1991年?）[309]
- 8月29日 - ジョニー・グドロー（英語版）、アメリカ合衆国のプロアイスホッケー選手、元同国代表（* 1993年）[310][311]
- 8月29日 - ピラール・マリー・ビクトリア（英語版、スペイン語版）、プエルトリコのバレーボール選手、同国女子代表（* 1995年）[312]
- 8月30日（訃報発表日） - 吉岡政光、日本の元海軍軍人、元大日本帝国海軍少尉（* 1918年）[313]
- 8月30日 - シュリダス・ランファル（英語版）、ガイアナの弁護士、政治家、教育者、元外相・司法相、元イギリス連邦事務総長、元国際自然保護連合会長、元西インド連邦司法長官補佐官、元ガイアナ大学（英語版）・西インド諸島大学・ウォーリック大学学長（* 1928年）[314]
- 8月30日 - トニー・アタナシオ、アメリカ合衆国のスポーツエージェント（* 1939年）[315]
- 8月30日 - 石田英樹、日本の実業家、元日本油脂常務（* 1940年?）[316]
- 8月30日 - ムハマド・アリ・バハマニ（ペルシア語版）、イランの詩人（* 1942年）[317]
- 8月30日 - ダニエラ・ホドロヴァー（英語版、チェコ語版）、チェコスロバキア、チェコの作家、文学研究者（* 1946年）[318]
- 8月30日 - 山崎彰三、日本の公認会計士、元日本公認会計士協会会長（* 1948年）[319]
- 8月30日 - 荒木田裕子、日本の元バレーボール選手【日立製作所武蔵工場チーム所属】、元同国女子代表、1976年オリンピック金メダリスト（* 1954年）[320]
- 8月30日 - ツヘイティア・パキ、ニュージーランドの先住民の君主、マオリ王（* 1955年）[321]
- 8月30日（訃報発表日） - アンドリュー・グリーンバーグ、アメリカ合衆国のゲーム開発者（* 1957年）[322]
- 8月30日 - ロベルタス・ジュルパ（英語版、リトアニア語版）、ソビエト連邦、リトアニアの元競泳選手、1980年オリンピック金メダリスト（* 1960年）[323]
- 8月30日 - ファットマン・スクープ（英語版）（アイザック・フリーマン3世）、アメリカ合衆国のラッパー（* 1971年）[324]
- 8月30日（訃報発表日） - 英田サキ、日本の小説家（* 生年不明）[325]
- 8月31日 - 大森清司、日本の実業家、元キッコーマン代表取締役専務執行役員（* 1937年?）[326]
- 8月31日 - 服部進実、日本の情報工学者、通信工学者、金沢工業大学名誉教授（* 1940年）[327]
- 8月31日 - マリア・ド・カルモ・アウヴェス（英語版、ポルトガル語版）、ブラジルの政治家、元元老院（英語版）議員、元セルジペ州知事夫人（* 1941年）[328]
- 8月31日 - ソニー・キング（ローレンス・ジョンソン）、アメリカ合衆国の元プロレスラー（* 1945年）[329]
- 8月31日 - ウィリー・ジンガニ（英語版）、マラウイのジャーナリスト、詩人、作家、元大統領報道官（* 1954年）[330]
- 8月31日 - ジョン・デヴァニー（英語版）、カナダの会計士、元プロアイスホッケー選手、指導者、元同国代表（* 1958年）[331]
- 8月31日（訃報発表日） - ミスラフ・ベズマリノヴィッチ（英語版、クロアチア語版）、ユーゴスラビア、クロアチアの元水球選手、1988年オリンピック金メダリスト（* 1967年）[332]
- 8月31日 - ジェシカ・ムバンゲニ（英語版）、南アフリカ共和国の詩人、歌手（* 1977年）[333]
- 8月31日 - ソル・バンバ、フランス出身のコートジボワールの元プロサッカー選手、指導者、元コートジボワール代表（* 1985年）[334]

## 没日不明
- 8月末 - 沼田爆、日本の俳優（* 1940年）[335]